# أبو حنيفة النعمان

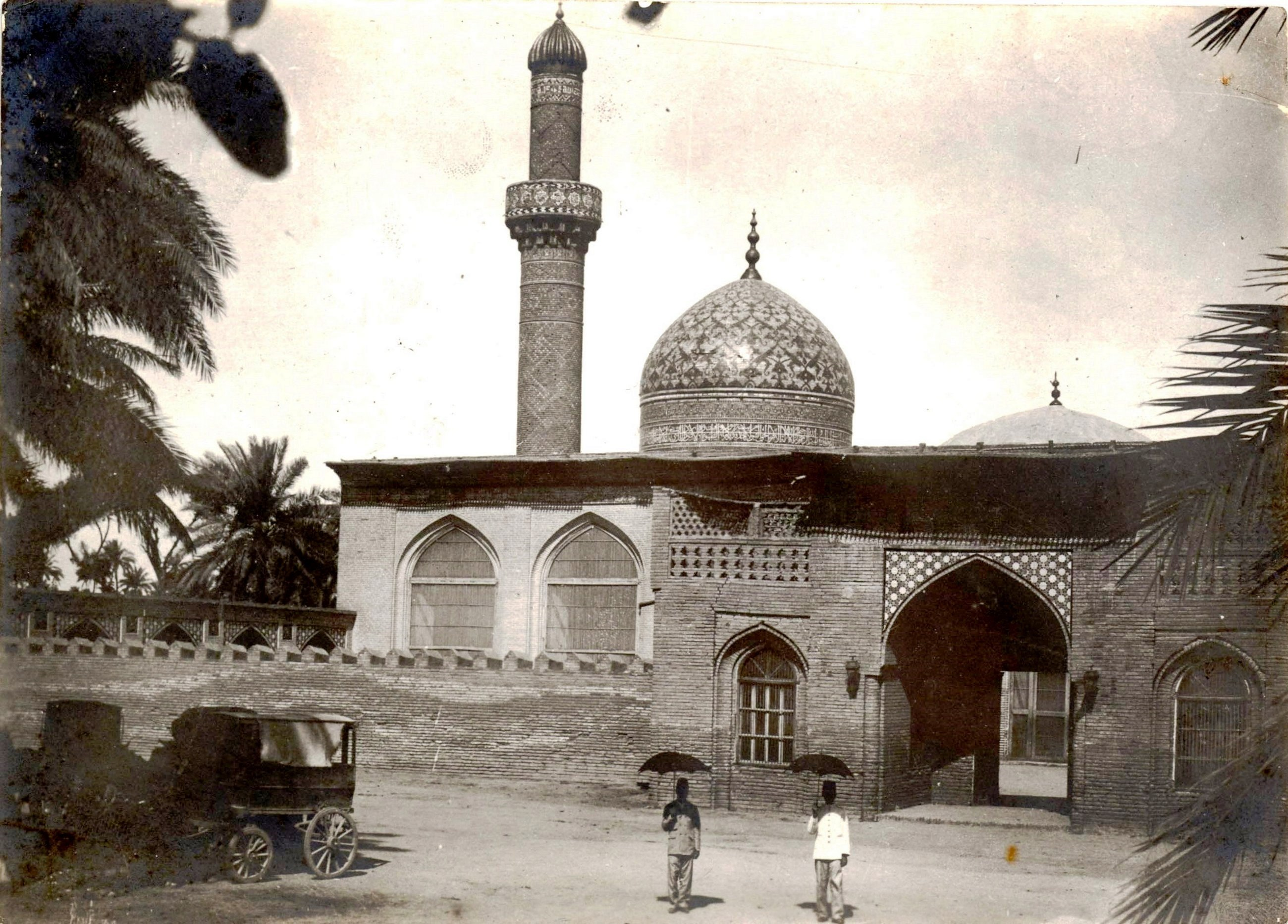
واجهة جامع الإمام الأعظم أبي حنيفة في بداية القرن العشرين

أبو حنيفة النعمان بن ثابت بن مرزُبان الكوفيّ (80- 150 هـ / 699- 767 م) فقيه وعالم مسلم، وأول الأئمة الأربعة عند أهل السنة والجماعة، وصاحب المذهب الحنفي في الفقه الإسلامي، يلقب في التراث العربي الإسلامي بـ «الإمام الأعظم»، اشتَهَر بعلمه الغزير وأخلاقه الحسنة، حتى قال فيه الإمام الشافعي: «من أراد أن يتبحَّر في الفقه فهو عيال على أبي حنيفة»، ويُعد أبو حنيفة من التابعين، فقد لقي عددًا من الصحابة منهم أنس بن مالك، وكان معروفاً بالورع وكثرة العبادة والوقار والإخلاص وقوة الشخصية. كان أبو حنيفة يعتمد في فقهه على ستة مصادر هي: القرآن الكريم، والسنة النبوية، والإجماع، والقياس، والاستحسان، والعُرف والعادة.
وُلد أبو حنيفة بالكوفة ونشأ فيها، وقد كانت الكوفة إحدى مدن العراق العظيمة، ينتشر فيها العلماء أصحاب المذاهب والشرائع المختلفة، وقد نشأ أبو حنيفة في هذه البيئة الغنية بالعلم والعلماء، فابتدأ منذ الصبا يجادل مع المجادلين، ولكنه كان منصرفاً إلى مهنة التجارة، فأبوه وجده كانا تاجرين، ثم انصرف إلى طلب العلم، وصار يختلف إلى حلقات العلماء، واتجه إلى دراسة الفقه بعد أن استعرض العلوم المعروفة في ذلك العصر، ولزم شيخه حماد بن أبي سليمان يتعلم منه الفقه حتى مات حماد سنة 120 هـ، فتولى أبو حنيفة رئاسة حلقة شيخه حماد بمسجد الكوفة، وأخذ يدارس تلاميذه ما يُعرض له من فتاوى، حتى وَضع تلك الطريقةَ الفقهيةَ التي اشتُق منها المذهب الحنفي.
وقعت بالإمام أبي حنيفة محنتان، المحنة الأولى في عصر الدولة الأموية، وسببها أنه وقف مع ثورة الإمام زيد بن علي، ورفض أن يعمل عند والي الكوفة يزيد بن عمر بن هبيرة، فحبسه الوالي وضربه، وانتهت المحنة بخروجه إلى مكة عام 130 هـ، وظل مقيماً بها حتى صارت الخلافة للعباسيين، فقدم الكوفة في زمن الخليفة العباسي أبي جعفر المنصور. أما المحنة الثانية فكانت في عصر الدولة العباسية، وسببها أنه وقف مع ثورة الإمام محمد النفس الزكية، وكان يجهر بمخالفة المنصور في غاياته عندما يستفتيه، وعندما دعاه أبو جعفر المنصور ليتولى القضاء امتنع، فطلب منه أن يكون قاضي القضاة فامتنع، فحبسه إلى أن توفي في بغداد سنة 150 هـ، ودُفن في مقبرة الخيزران في بغداد، وبني بجوار قبره جامع الإمام الأعظم عام 375 هـ.

## مولده ونسبه

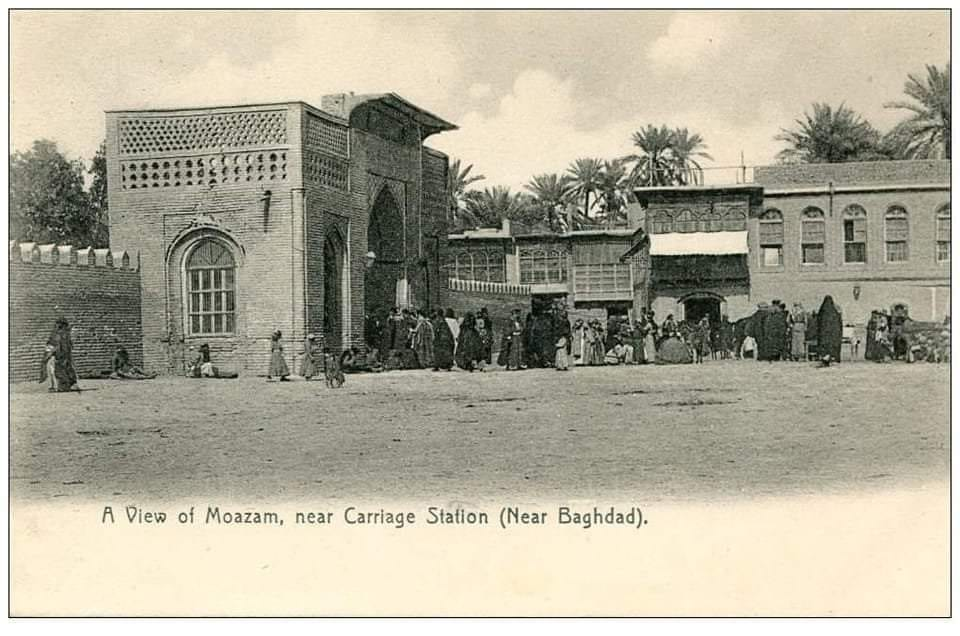
بوابة جامع الإمام أبو حنيفة النعمان في الأعظمية بداية القرن العشرين

ولد الإمام أبو حَنِيفة بالكوفة سنة 80 من الهجرة النبوية، الموافق لسنة 699 من الميلاد، على رواية يجمع عليها المؤرخون. وأبوه: ثابت بن النعمان بن زوطى بن ماه، وهناك خلاف في تحديد انتماءه العرقي، حيث توجد روايات متعددة، منها أنه من أصل فارسي وهذه الرواية متداولة ومعروفة، وفي رواية الخطيب البغدادي في كتابه تاريخ بغداد أن ثابت والد أبي حنيفة من أهل الأنبار من نبط العراق بابلي ، وهو ما رجحتهُ عَدَدٌ من الدراسات الأكاديمية، حيث أثْبَتَتْ عُروبَته وإنهُ من أصل عربي عند المؤرخين العرب مثل مصطفى جواد، وناجي معروف ورشيد الخيون وغيرهم، ولقَد ألف ناجي معروف كتاباً يثبت فيه عُروبَته وانتماءهُ إلى أصل عربي بسند تاريخي، يُبْطِل كُل ما قِيل عنهُ سابقاً بانه غير عربي، في كتابه القيم عروبة الإمام أبي حنيفة النعمان، واستناداً إلى مقولة: (أهل مكة أدرى بشعابها) تُؤكد المَصَادر الحَنَفية، إنه عربي الأرومة، وان ثابت بن المرزبان، من بني يحيى بن زيد بن أسد، من عرب الأزد الذين هاجروا من اليمن وسكنوا أرض العراق بعد انهيار سد مأرب جراء سيل العرم وباتوا جزء من نبط العراق. كنيته أبو حنيفة، قيل إن سببها أن معنى الحنيف هو المسلم الناسك المائل إلى الدين الحق، وقيل إن حنيفة معناها دَواة وهي المحبرة بلهجة العراق، كُني بها لأنه كان ملازماً للمحبرة، وقيل كُني بذلك لأنه كانت له بنت اسمها حنيفة.

## نشأته العلمية

### أسرته والبيئة التي نشأ فيها
نشأ أبو حنيفة بالكوفة وتربى بها، وعاش أكثر حياته فيها، متعلماً ومجادلاً ومعلماً، ولم تُبين المصادر حياة أبيه وحاله وما كان يتولاه من الأعمال، ولكن قد يُستنبط منها شيء من أحواله، فقد يستفاد منها أنه كان من أهل اليسار والغنى، وأنه كان من التجار، وأنه كان مسلماً حسن الإسلام. ولقد روي أن علياً بن أبي طالب دعا لثابت عندما رآه بالبركة فيه وفي ذريته، ويؤخذ من هذا أنه كان مسلماً وقت هذه الدعوة، وقد صرحت كتب التاريخ بأن ثابتاً ولد على الإسلام، وعلى ذلك يكون أبو حنيفة قد نشأ أول نشأته في بيت إسلامي خالص، وذلك ما يقرره العلماء جميعاً إلا من لا يؤبه لشذوذهم ولا يلتفت لكلامهم.
ولقد كانت الكوفة وهي مولد أبي حنيفة إحدى مدن العراق العظيمة، بل ثاني مصريه العظيمين في ذلك الوقت، وفي العراق الملل والنحل والأهواء، وقد كان موطناً لمدنيات قديمة، كان السريان قد انتشروا فيه وأنشأوا لهم مدارس به قبل الإسلام، وكانوا يدرسون فيها فلسفة اليونان وحكمة الفرس، كما كان في العراق قبل الإسلام مذاهب نصرانية تتجادل في العقائد، وكان العراق بعد الإسلام مزيجاً من أجناس مختلفة وفيه اضطراب وفتن، وفيه آراء تتضارب في السياسة وأصول العقائد، ففيه الشيعة، وفي باديته الخوارج، وفيه المعتزلة، وفيه تابعون مجتهدون حملوا علم من لقوا من الصحابة، فكان فيه علم الدين سائغاً موروداً، وفيه النحل المتنازعة والآراء المتضاربة.
فتحت عين أبي حنيفة فرأى هذه الأجناس، ونضج عقله فانكشفت له هذه الآراء، وابتدأ منذ الصبا يجادل مع المجادلين، ولكنه كان منصرفاً إلى مهنة التجارة، ويختلف إلى الأسواق ولا يختلف إلى العلماء إلا قليلاً، حتى لمح بعض العلماء ما فيه من ذكاء وعقل علمي، فضن به، ولم يرد أن يكون كله للتجارة، فأوصاه بأن يختلف إلى العلماء كما يختلف إلى الأسواق. ويروى عن أبي حنيفة أنه قال: مررت يوماً على الشعبي وهو جالس فدعاني، فقال لي: «إلى من تختلف؟»، فقلت: «أختلف إلى السوق»، فقال: «لم أعن الاختلاف إلى السوق، عنيت الاختلاف إلى العلماء»، فقلت له: «أنا قليل الاختلاف إليهم»، فقال لي: «لا تغفل، وعليك بالنظر في العلم ومجالسة العلماء، فإني أرى فيك يقظة وحركة»، قال: «فوقع في قلبي من قوله، فتركت الاختلاف إلى السوق، وأخذت في العلم، فنفعني الله بقوله».

### توجهه إلى طلب العلم
انصرف أبو حنيفة إلى العلم بعد نصيحة الشعبي، وصار يختلف إلى حلقات العلماء، وكانت حلقات العلم في ذلك العصر ثلاثة أنواع: حلقات للمذاكرة في أصول العقائد، وهذا ما كان يخوض فيه أهل الفرق المختلفة، وحلقات لمذاكرة الأحاديث النبوية وروايتها، وحلقات لاستنباط الفقه من الكتاب والسنة، والفتيا فيما يقع من الحوادث.
وقد ذكرت المصادر عدة روايات عن أبي حنيفة تدل على أنه عندما تفرغ لطلب العلم اتجه إلى الفقه بعد أن استعرض العلوم المعروفة في ذلك العصر، واختار أولاً علم الكلام والجدل مع الفرق، ثم انصرف عنه إلى الفقه. وهذه رواية قد رُويت من عدة طرق إحداها عن أبي يوسف صاحب أبي حنيفة أن أبا حنيفة سُئل: «كيف وُفقت إلى الفقه؟»، فقال: «أخبرك، أما التوفيق فكان من الله، وله الحمد كما هو أهله ومستحقه، إني لما أردت تعلم العلم جعلت العلوم كلها نصب عيني، فقرأت فناً فناً منها، وتفكرت عاقبته وموضع نفعه، فقلت آخذ في الكلام، ثم نظرت، فإذا عاقبته عاقبة سوء ونفعه قليل، وإذا كمل الإنسان فيه لا يستطيع أن يتكلم جهاراً ورمي بكل سوء ويقال صاحب هوى، ثم تتبعت أمر الأدب والنحو، فإذا عاقبة أمره أن أجلس مع صبي أعلمه النحو والأدب، ثم تتبعت أمر الشعر، فوجدت عاقبة أمره المدح والهجاء، وقول الكذب وتمزيق الدين، ثم تفكرت في أمر القراءات، فقلت: إذا بلغت الغاية منه اجتمع إلي أحداث يقرؤون علي، والكلام في القرآن ومعانيه صعب، فقلت: أطلب الحديث، فقلت: إذا جمعت منه الكثير أحتاج إلى عمر طويل حتى يُحتاج إلي، وإذا احتيج إلي لا يجتمع إلا الأحداث، ولعلهم يرمونني بالكذب وسوء الحفظ فيلزمني ذلك إلى يوم الدين، ثم قلبت الفقه، فكلما قلبته وأدرته لم يزدد إلا جلالة، ولم أجد فيه عيباً، ورأيت الجلوس مع العلماء والفقهاء والمشايخ والبصراء والتخلق بأخلاقهم، ورأيت أنه لا يستقيم أداء الفرائض وإقامة الدين والتعبد إلا بمعرفته، وطلب الدنيا والآخرة إلا به، ومن أراد أن يطلب به الدنيا طلب به أمراً جسيماً، وصار إلى رفعة منها، ومن أراد العبادة والتخلي لم يستطع أحد أن يقول: تعبد بغير علم، وقيل إنه فقه وعمل بعلم».
تثقف أبو حنيفة إذن بالثقافة الإسلامية كلها التي كانت في عصره، فقد حفظ القرآن على قراءة عاصم، وعرف قدراً من الحديث، وقدراً من النحو والأدب والشعر، وجادل الفرق المختلفة في مسائل الاعتقاد وما يتصل به، وكان يرحل لهذه المناقشة إلى البصرة، وكان يمكث بها أحياناً سنةً لذلك الجدل، ثم انصرف بعد ذلك إلى الفقه، واتجه إلى دراسة الفتيا على المشايخ الكبار الذين كانوا في عصره، ولزم واحداً منهم، أخذ عنه وتخرج عليه، ولقد كانت الكوفة في عهده موطن فقهاء العراق، كما كانت البصرة موطن الفرق المختلفة ومن كانوا يخوضون في أصول الاعتقاد، وقد كانت تلك البيئة الفكرية لها أثرها في نفسه، حتى قال: «كنت في معدن العلم والفقه، فجالست أهله ولزمت فقيهاً من فقهائهم».

### ملازمته لشيخه حماد بن أبي سليمان

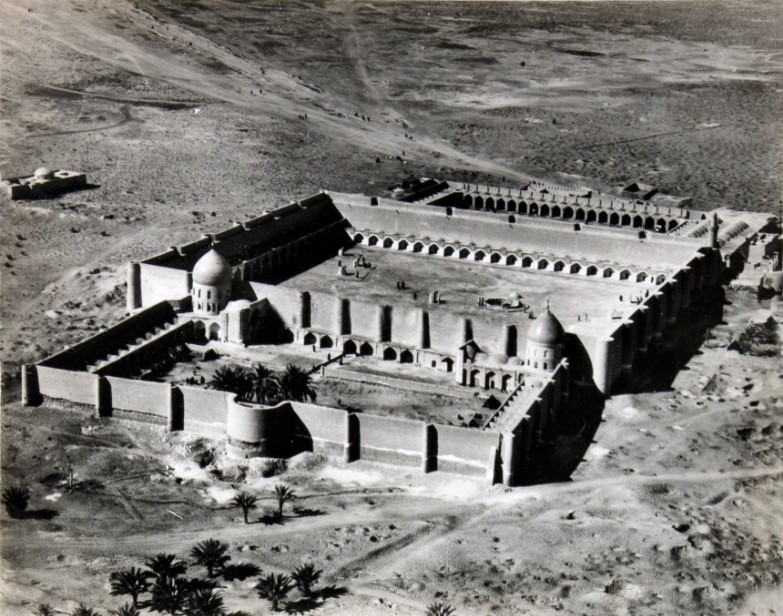
مسجد الكوفة عام 1915م، حيث تعلم أبو حنيفة وعلَّم الفقه الإسلامي

لزم أبو حنيفة حماد بن أبي سليمان، وتخرج عليه في الفقه، واستقر معه إلى أن مات، وإن حماداً قد مات في سنة 120هـ، فكأنه مات وأبو حنيفة في الأربعين من عمره، وعلى ذلك فإن أبا حنيفة لم يستقل بالدراسة إلا وهو في سن الأربعين، وقد بلغ أشده في الجسم والعقل معاً، وقد روي عن أبي حنيفة أنه قال عن صلته بشيخه حماد: «صحبته عشر سنين، ثم نازعتني نفسي الطلب للرياسة، فأردت أن أعتزله، وأجلس في حلقة لنفسي، فخرجت يوماً بالعشي وعزمي أن أفعل، فلما دخلت المسجد ورأيته لم تطلب نفسي أن أعتزله، فجئت وجلست معه، فجاءه في تلك الليلة نعي قرابة له قد مات بالبصرة وترك مالاً، وليس له وارث غيره، فأمرني أن أجلس مكانه، فما هو إلا أن خرج حتى وردت علي مسائل لم أسمعها منه، فكنت أجيب وأكتب جوابي، ثم قدم فعرضت عليه المسائل، وكانت نحواً من ستين مسألة، فوافقني في أربعين وخالفني في عشرين، فآليت على نفسي ألا أفارقه حتى يموت، فلم أفارقه حتى مات».
وقد ثبت أن أبا حنيفة لازمه ثماني عشرة سنة، فقد روي عنه أنه قال: «قدمت البصرة فظننت أني لا أُسأل عن شيء إلا أجبت عنه، فسألوني عن أشياء لم يكن عندي فيها جواب، فجعلت على نفسي ألا أفارق حماداً حتى يموت، فصحبته ثماني عشرة سنة». ويُلاحظ من ذلك أن أبا حنيفة تتلمذ عند شيخه حماد وهو في سن الثانية والعشرين، ولازمه حتى سن الأربعين، ثم استقل بالدرس والبحث، وتولى حلقته بعد ذلك، وكان مع ملازمته لشيخه حماد قد لاقى غيره من الفقهاء والمحدثين، وكان يتتبع التابعين أينما كانوا وحيثما ثقفوا.
جلس أبو حنيفة وهو في الأربعين من عمره في مجلس شيخه حماد بمسجد الكوفة، وأخذ يدارس تلاميذه ما يعرض له من فتاوى، وما يبلغه من أقضية، ويقيس الأشياء بأشباهها، والأمثال بأمثالها، حتى وضع تلك الطريقة الفقهية التي اشتُق منها المذهب الحنفي.

## فقهه وأصول مذهبه

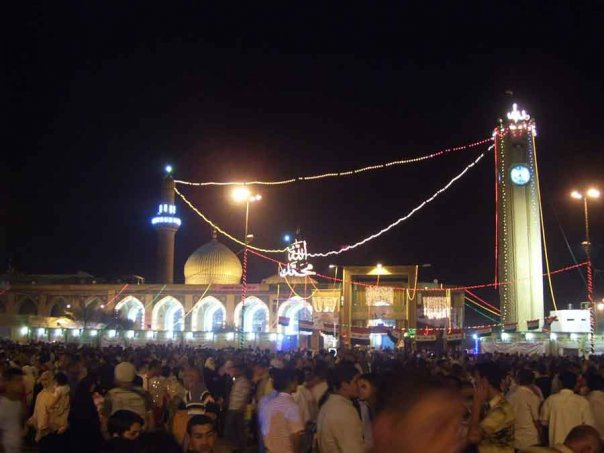
جامع الإمام أبي حنيفة عام 2008م

رُوي عن الإمام أبي حنيفة أنه قال: «آخذ بكتاب الله تعالى، فإن لم أجد فبسنة رسول الله ﷺ، فإن لم أجد في كتاب الله ولا في سنة رسول الله ﷺ أخذت بقول الصحابة، آخذ بقول من شئت منهم وأدع قول من شئت منهم، ولا أخرج عن قولهم إلى قول غيرهم، فإذا انتهى الأمر إلى إبراهيم والشعبي وابن سيرين والحسن وعطاء وسعيد بن المسيب -وعدَّد رجالاً- فقوم اجتهدوا، فأجتهد كما اجتهدوا».
وقال سهل بن مزاحم: «كلام أبي حنيفة أخذٌ بالثقة وفرارٌ من القبح، والنظر في معاملات الناس وما استقاموا عليه وصلح عليه أمورهم، يمضي الأمور على القياس، فإذا قبح القياس أمضاها على الاستحسان، ما دام يمضي له، فإذا لم يمض له رجع إلى ما يتعامل المسلمون به، وكان يؤصل الحديث المعروف الذي قد أجمع عليه، ثم يقيس عليه ما دام القياس سائغاً، ثم يرجع إلى الاستحسان أيهما كان أوفق رجع إليه».
هذه النقول وغيرها تدل على مجموع المصادر الفقهية عند الإمام أبي حنيفة، فهي: القرآن الكريم، والسنة النبوية الشريفة، والإجماع، والقياس، والاستحسان، والعُرف والعادة.
ولقد ألف الإمام المرتضى الزبيدي كتابا في أدلة المذهب الحنفي أسماه : (عقود الجواهر الحنيفة في أدلة مذهب الإمام أبي حنيفة).

### القرآن الكريم
القرآن الكريم عند الإمام أبي حنيفة هو المصدر الأول والأعلى في مسائل الفقهية، لأنه الكتاب القطعي الثبوت، لا يُشك في حرف منه، وأنه ليس يوازيه ولا يصل إلى رتبته في الثبوت إلا الحديث المتواتر، لذلك لا يرى نسخ القرآن الكريم بخبر الآحاد من السنة، وإنما يعمل بها ما أمكن، وإلا ترك السنة الظنية للكتاب القطعي.

### السنة النبوية
لا يجعل الإمام أبو حنيفة السنة النبوية في رتبة واحدة، بل يُقدم مثلاً السنة القولية على الفعلية، لجواز أن يكون الفعل خصوصية للنبي، ويُقدم السنة المتواترة على خبر الآحاد عند التعارض وعدم إمكان الجمع بينهما، بل إنه يترك العمل بخبر الآحاد إذا خالف قاعدة شرعية مأخوذة من نص القرآن أو السنة.

### الإجماع
فما أجمع عليه أصحاب الرسول وما اختلفوا فيه لا يخرج عن أقوالهم إلى أقوال غيرهم، والإجماع: هو اتفاق الأئمة المجتهدين في عصر من العصور بعد انتقال الرسول عن الدنيا على حكم شرعي، والإجماع عند الإمام أبي حنيفة حجة معمول به.

### القياس
وهو إلحاق فرع بأصل فيه نص بحكم معين من الوجوب أو الحرمة، لوجود علة الحكم في الفرع كما هي في الأصل. والإمام أبو حنيفة يُقدم السنة ولو كان حديثاً مرسلاً على القياس، كما يقدم الحديث الضعيف على القياس.

### الاستحسان
وهو طلب الأحسن للاتباع الذي هو مأمور به، وقد بان أن الاستحسان عند الإمام أبي حنيفة ليس اتباعاً للهوى ولا حكماً بالغرض، ولكنه اختيار أقوى الدليلين في حادثة معينة.

### العرف والعادة
وهو ما استقر في النفوس من جهة العقول، وتلقته الطباع السليمة بالقبول، والأصل في اعتبار العرف دليلاً شرعياً قول ابن مسعود: «ما رآه المسلمون حسناً فهو عند الله حسن»، ويكون العرف دليلاً حيث لا دليل شرعي من الكتاب والسنة، أما إذا خالف العرف الكتاب والسنة كتعارف بعض التجار التعامل بالربا، فهو عرف مردود لأنه محادٌّ للشريعة ومخالف لها.

## تجارته
نشأ أبو حنيفة في بيت من بيوت أهل اليسار والغنى، فأبوه وجده كانا تاجرين، ويغلب على الظن أن تجارتهما كانت في الخز (وهو نوع من الأقمشة)، وهي تجارة تدر على صاحبها الخير الوفير، وأخذ أبو حنيفة عنهما هذه التجارة، فنشأ أول نشأته يختلف إلى السوق، ولا يعكف على الاستماع إلى العلماء، ثم اتجه إلى العلم، ولكنه لم ينقطع عن التجارة، بل استمر تاجراً إلى أن مات، وكان له شريك يظهر أنه أعانه على الاستمرار في طلب العلم وخدمة الفقه ورواية الحديث.
اتصف أبو حنيفة التاجر بصفات تجعله مثلاً كاملاً للتاجر المستقيم، فقد كان ثري النفس لم يستولِ عليه الطمع الذي يفقر النفوس، ولعل منشأ ذلك أنه نشأ في أسرة غنية فلم يذق ذل الحاجة، وكان عظيم الأمانة شديداً على نفسه في كل ما يتصل بها، وكان سمحاً قد وقاه الله شح نفسه، وكان بالغ التدين شديد التنسك عظيم العبادة يصوم النهار ويقوم الليل. فكان لهذه الصفات أثرها في معاملاته التجارية، حتى كان غريباً بين التجار، وحتى شبهه كثيرون في تجارته بأبي بكر الصديق. ويُروى أنه قد جاءته امرأة بثوب من الحرير تبيعه له، فقال: «كم ثمنه؟»، فقالت: «مئة»، فقال: «هو خير من مئة، بكم تقولين؟»، فزادت مئة مئة حتى قالت: «أربعمئة»، قال: «هو خير من ذلك»، قالت: «تهزأ بي»، قال: «هاتي رجلاً يقومه»، فجاءت برجل، فاشتراه بخمسمئة.
كان أبو حنيفة شديد الحرج في كل ما تخالطه شبهة الإثم ولو كانت بعيدة، فإن ظن إثماً أو توهمه في مال خرج منه، وتصدق به على الفقراء والمحتاجين، ويُروى أنه بعث شريكه "حفص بن عبد الرحمن" بمتاع، وأعلمه أن في ثوب منه عيباً، وأوجب عليه أن يبين العيب عند بيعه، فباع حفص المتاع ونسي أن يبين، ولم يعلم من الذي اشتراه، فلما علم أبو حنيفة تصدق بثمن المتاع كله.
كانت تجارة أبي حنيفة تدر عليه الدر الوفير، ويُروى أنه كان يجمع الأرباح عنده من سنة إلى سنة، فيشتري بها حوائجَ المشايخ والمحدثين وأقواتَهم وكسوتَهم وجميعَ حوائجهم، ثم يدفع باقي الدنانير من الأرباح إليهم، فيقول: «أنفقوا في حوائجكم، ولا تحمدوا إلا الله، فإني ما أعطيتكم من مالي شيئاً، ولكن من فضل الله علي فيكم». كما كان أبو حنيفة حريصاً أن يكون مظهره كمخبره حسناً، فكان كثير العناية بثيابه، يختارها جيدة، حتى لقد كان كساؤه يُقوَّم بثلاثين ديناراً، وكان حسن الهيئة كثير التعطر.

## دوره في بناء بغداد
هو من أهل الكوفة، نقله أبو جعفر المنصور إلى بغداد فأقام بها، وخبرته الطويلة في المعاملات المالية والتجارية أكسبته بصراً وبصيرة في كثير من أقسام القانون وشعابه مما لا يتيسر للعارفين بالقانون من الناحية العلمية النظرية فحسب. فلقد أعانته خبرته هذه عوناً كبيراً على تدوين الفقه الإسلامي إلى جانب فراسته ومهارته في المعاملات والأمور الدنيوية مما حدث حينما بدأ المنصور بناء بغداد عام 145هـ (762م) إذ خص أبا حنيفة بالإشراف عليها فكان المشرف العام على بنائها أربعة أعوام، وعندما انتهى البناء نقل مجالس علمه إليها، حتى توفي في عام 150 هـ.

## محنته الأولى وهربه إلى مكة
عاش أبو حنيفة 52 سنة من حياته في العصر الأموي، و18 سنة في العصر العباسي، فهو قد أدرك دولتين من دول الإسلام. ويُروى أنه لما خرج زيد بن علي زين العابدين على هشام بن عبد الملك سنة 121هـ كان أبو حنيفة من المؤيدين للإمام زيد، قال أبو حنيفة: «ضاهى خروجه خروج رسول الله ﷺ يوم بدر»، ويُروى أنه قال في الاعتذار عن عدم الخروج معه: «لو علمت أن الناس لا يخذلونه كما خذلوا أباه لجاهدت معه لأنه إمام حق، ولكن أعينه بمالي، فبعث إليه بعشرة آلاف درهم». وانتهت ثورة الإمام زيد بقتله سنة 132هـ، كما قتل ابنه يحيى في خراسان، وابنه عبد الله بن يحيى في اليمن. ولقد كان لزيد بن علي منزلة في نفس أبي حنيفة، وكان يُقدِّره في علمه وخلقه ودينه، وعدَّه الإمام بحق، وأمده بالمال، ثم رآه يُقتل بسيف الأمويين، ثم يُقتل من بعده ابنه، ثم من بعده حفيده، فأحنقه كل ذلك.
كان يزيد بن عمر بن هبيرة والي الكوفة آنذاك، فأرسل إلى أبي حنيفة يريد أن يجعل الخاتم في يده، ولا ينفذ كتاب إلا من تحت يد أبي حنيفة، فامتنع أبو حنيفة عن ذلك، فحلف الوالي أن يضربه إن لم يقبل، فنصح الناسُ أبا حنيفة أن يقبل ذلك المنصب، فقال أبو حنيفة: «لو أرادني أن أعد له أبواب مسجد واسط لم أدخل في ذلك، فكيف وهو يريد مني أن يُكتب دمُ رجل يُضرب عنقُه وأختم أنا على ذلك الكتاب، فوالله لا أدخل في ذلك أبداً»، فحبسه صاحب الشرطة، وضربه أياماً متتالية، فجاء الضارب إلى الوالي وقال له: «إن الرجل ميت»، فقال الوالي: «قل له: تخرجنا من يميننا؟»، فسأله فقال أبو حنيفة: «لو سألني أن أعد له أبواب المسجد ما فعلت»، ثم أمر الوالي بتخلية سبيله، فركب دوابه وهرب إلى مكة بعد أن مكَّن له الجلاد من أسباب الفرار، وكان هذا في سنة 130هـ. ولقد وجد في الحرم المكي أمناً، فعكف على الحديث والفقه يطلبهما بمكة التي ورثت علم ابن عباس، والتقى أبو حنيفة بتلاميذه فيها، وذاكرهم علمه وذاكروه ما عندهم، وظل مقيماً بمكة حتى صارت الخلافة للعباسيين، فقدم الكوفة في زمن أبي جعفر المنصور.

## محنته الثانية ووفاته

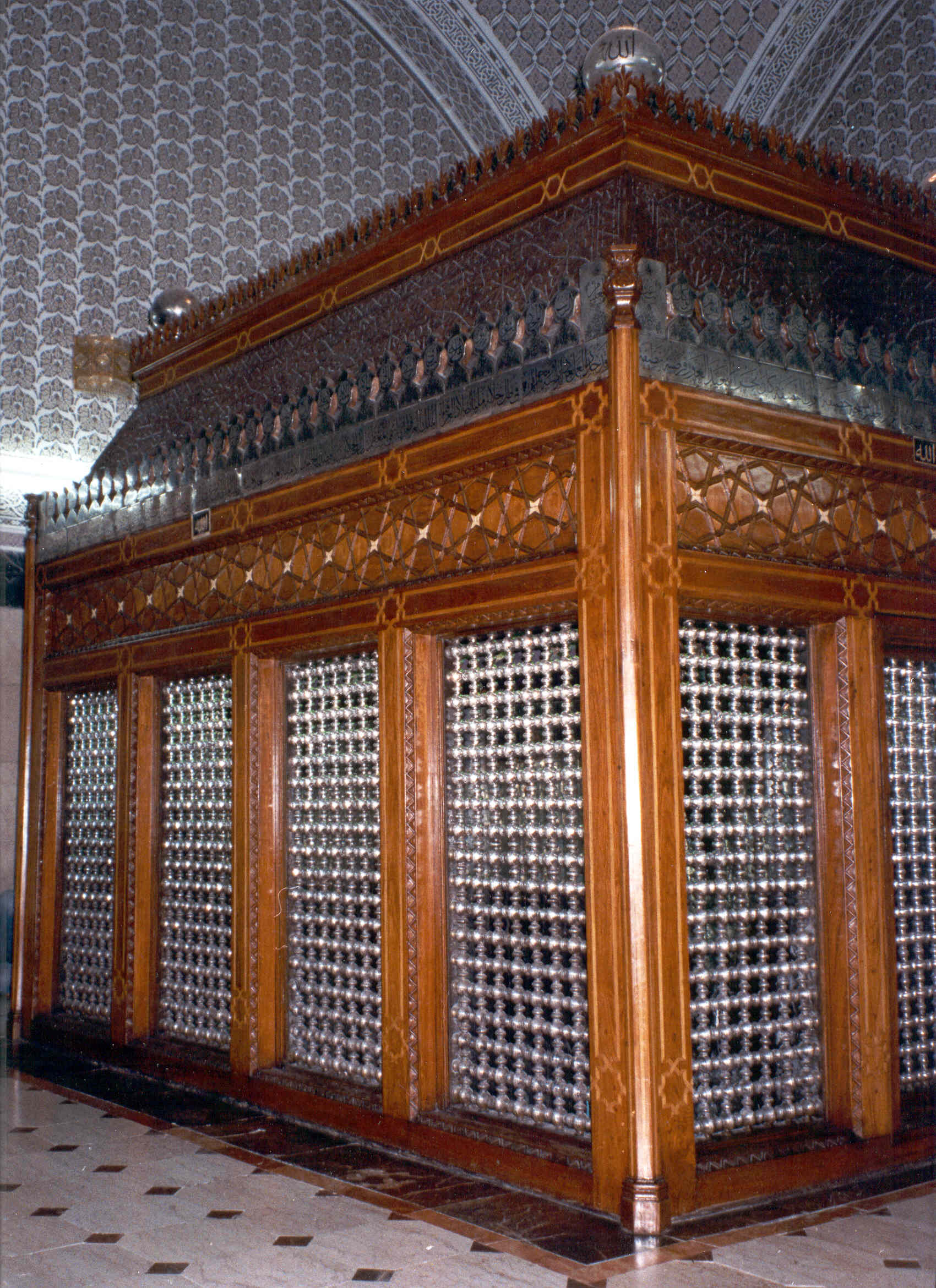
قبر الإمام أبي حنيفة في الأعظمية ببغداد

استقبل أبو حنيفة عهد العباسيين بارتياح، فقد رأى اضطهاد الأمويين لبني علي بن أبي طالب وأهل بيت النبي محمد، واستمر على ولائه للدولة العباسية لمحبته لآل النبي جميعاً، ولقد كان الخليفة أبو جعفر المنصور يدنيه ويعليه ويرفع قدره ويعطيه العطايا الجزيلة، ولكنه كان يردها ولا يقبل العطاء، ولم يُعرف عن أبي حنيفة أنه تكلم في حكم العباسيين حتى نقم عليهم أبناء علي بن أبي طالب، واشتدت الخصومة بينهم، وقد كان ولاء أبي حنيفة لبني علي، فكان طبيعياً أن يغضب لغضبهم، وخصوصاً أن من ثار على حكومة أبي جعفر هو محمد النفس الزكية بن عبد الله بن الحسن، وأخوه إبراهيم بن عبد الله بن الحسن، وكان أبوهما عبد الله ممن اتصل به أبو حنيفة اتصالاً علمياً، وقد كان عبد الله وقت خروج ولديه في سجن أبي جعفر، ومات فيه بعد مقتل ولديه.
كان موقف أبي حنيفة من خروج محمد النفس الزكية على المنصور شديداً، فقد كان يجهر بمناصرته في درسه، بل وصل الأمر إلى أن ثبط بعض قواد المنصور عن الخروج لحربه. وكان هذا العمل في نظر المنصور من أخطر الأعمال على دولته، لأن أبا حنيفة تجاوز فيه حد النقد المجرد والولاء القلبي إلى العمل الإيجابي، فأراد المنصور أن يختبر طاعة أبي حنيفة وولاءه له، وقد كان يبني بغداد آنذاك، فأراد أن يجعله قاضياً، فامتنع أبو حنيفة، فأصر المنصور على أن يتولى له عملاً أياً كان، فقبل أبو حنيفة أن يقوم ببعض أعمال البناء من إعداد اللِّبن وما شابه ذلك، فاستطاع بذلك أن يغمض عنه عين المنصور.
كان أبو حنيفة بعد مناوأة بني علي للمنصور وإيذائه لهم وقتله لرؤوسهم لا يرتاح إلى حكومته، وقد استطاع أن يدرأ عنه أذاه، وانصرف إلى العلم، ولكن كان من وقت لآخر يقول بعض الأقوال، أو تكون منه أمور تكشف عن رأيه فيه وفي حكومته، ومن ذلك أن أهل الموصل كانوا قد انتفضوا على المنصور، وقد اشترط المنصور عليهم أنهم إذا انتفضوا تحل دماؤهم له، فجمع المنصور الفقهاء وفيهم أبو حنيفة، فقال: «أليس صح أنه عليه السلام قال: «المؤمنون عند شروطهم»، وأهل الموصل قد شرطوا ألا يخرجوا علي، وقد خرجوا على عاملي، وقد حلت لي دماؤهم»، فقال رجل: «يدك مبسوطة عليهم، وقولك مقبول فيهم، فإن عفوت فأنت أهل العفو، وإن عاقبت فبما يستحقون»، فقال لأبي حنيفة: «ما تقول أنت يا شيخ؟ ألسنا في خلافة نبوة وبيت أمان؟»، قال: «إنهم شرطوا لك ما لا يملكونه، وشرطت عليهم ما ليس لك، لأن دم المسلم لا يحل إلا بأحد معان ثلاثة، فإن أخذتهم أخذت بما لا يحل، وشرط الله أحق أن توفي به»، فأمرهم المنصور بالقيام فتفرقوا ثم دعاه وقال: «يا شيخ، القول ما قلت، انصرف إلى بلادك ولا تُفتِ الناس بما هو شين على إمامك فتبسط أيدي الخوارج».
لقد كان أبو حنيفة يميل إلى أبناء علي بن أبي طالب، وكان ذلك يبدو على لسانه في حلقة درسه وبين تلاميذه، وكان يجهر بمخالفة المنصور في غاياته عندما يستفتيه، كما كان يمتنع عن قبول العطاء من المنصور، وكان ينقد القضاء نقداً مراً إذا وجد فيه ما يخالف الحق في نظره، من غير أن يلتفت إلى ما يجره ذلك النقد من ضياع روعة الأحكام.
عندما دعا أبو جعفر المنصور أبا حنيفة ليتولى القضاء امتنع، فطلب منه أن يَرجع إليه القضاة فيما يشكل عليهم ليفتيهم فامتنع، فأنزل به العذاب بالضرب والحبس، أو الحبس وحده على اختلاف الروايات، ويروى أن أبا جعفر حبس أبا حنيفة على أن يتولى القضاء ويصير قاضي القضاة، فأبى حتى ضُرب مئة وعشرة أسواط، وأخرج من السجن على أن يلزم الباب، وطلب منه أن يفتي فيما يرفع إليه من الأحكام، وكان يرسل إليه المسائل، وكان لا يفتي، فأمر أن يعاد إلى السجن، فأُعيد وغُلظ عليه وضُيق تضييقاً شديداً. وقد اتفق الرواة على أنه حُبس، وأنه لم يجلس للإفتاء والتدريس بعد ذلك، إذ إنه مات بعد هذه المحنة أو معها، ولكن اختلفت الرواية: أمات محبوساً بعد الضرب الذي تكاد الروايات تتفق عليه أيضاً؟ أم مات محبوساً بالسم فلم يُكتف بضربه بل سقي السم ليعجل موته؟ أم أُطلق من حبسه قبل موته فمات في منزله بعد المحنة ومُنع من التدريس والاتصال بالناس؟ كل هذه الروايات رُويت.
توفى أبو حنيفة في شهر رجب وقيل في شعبان وقيل لإحدى عشرة ليلةً خلت من جمادى الأولى سنة 150 هـ، وقيل سنة 151 هـ، وقيل سنة 153 هـ، وقيل توفى في اليوم الذي وُلد فيه الإمام الشافعي، وكانت وفاته في بغداد، ودفن في مقبرة الأعظمية في موضع سُميَ فيما بعد مقبرة الخيزران، وقبرهُ هناك مشهور يُزار، وصارت له هناك محلة أُضيفت إلى اسمه «محلة أبي حنيفة» ثم نُسبت إلى صفته (الأعظم) فقيل لها الأعظمية، وصحَّ أن الإمام لما أحس بالموت سجد، فمات وهو ساجد. وقد أوصى أبو حنيفة أن يُدفن في أرض طيبة لم يجر عليها غصب، وألا يدفن في أرض قد اتُّهم الأميرُ بأنه غصبها، حتى يُروى أن أبا جعفر عندما علم ذلك قال: «من يعذرني من أبي حنيفة حياً وميتاً»، وشيعت بغداد كلها جنازة فقيه العراق، والإمام الأعظم، ولقد قُدِّر عدد من صلوا عليه بخمسين ألفاً، حتى لقد صلى أبو جعفر نفسه على قبره بعد دفنه.

## مؤلفاته وأسباب قِلَّتها

كتاب (من وصايا الإمام الأعظم أبي حنيفة النعمان) ويشتمل على وصيته لتلميذه الإمام أبي يوسف القاضي ووصيته لتلميذه يوسف بن خالد السَّمتي. تعليق وتحقيق: محمد السيد البرسيجي.

كتاب (الخيرات الحسان في مناقب الإمام الأعظم أبي حنيفة النعمان) للإمام شيخ الإسلام شهاب الدين أحمد بن حجر الهيتمي الشافعي، يتناول الكتاب مناقب الإمام أبي حنيفة وحياته ابتداء من نسبه ومولده وصفاته وفقهه… وانتهاءً بوفاته، تاريخها وسببها إلى جانب ما ضمه الكتاب من رد لما قيل أنه خالف فيه صريح الأحاديث الصحيحة من غير حجة. والكتاب ملحق بكتاب (عقود الجواهر المنيفة في أدلة مذهب الإمام أبي حنيفة) للعلامة محمد مرتضى الزبيدي الحنفي، تحقيق وتعليق: الشيخ محمد عاشق إلهي البرني.

لم يكن عصر الإمام أبي حنيفة عصر تأليف وتدوين بالمعنى المعروف فيما بعد، بمعنى أن يخلو العالم إلى نفسه فيكتب أو يملي الأشياء الكثيرة، فلم يكن أبو حنيفة قد فرغ نفسه للتأليف والإملاء، فقد كان يقوم الليل حتى يصبح، فإذا أصبح صلى الصبح ثم جلس يُعلِّم الناس حتى يضحي، ثم ذهب إلى بيته لحاجاته، ثم يخرج إلى السوق لينظرَ في شؤون تجارته ودنياه، ويعودَ مريضاً، أو يشيعَ ميتاً، أو يزورَ صديقاً، وينام بين الظهر والعصر، ثم يجلس بعد العصر لتعليم الناس والإجابة على أسئلتهم إلى الليل، وهكذا. والتدريس شغله عن التأليف، وهو فوق ذلك مرجع طلاب العلم وشُداته، يقصدونه من الكوفة والبصرة وداني البلاد وقاصيها، لذا لم تكن لأبي حنيفة تآليف كثيرة تتناسب مع مكانته العلمية العظيمة.

### مصنفاته فيعلم الكلام
لقد ثبت عن الإمام أبي حنيفة أنه ألف في علم الكلام كتابي «الفقه الأكبر» و«الفقه الأبسط»، وكتاب «العالم والمتعلم»، وكتاب «الرسالة» إلى مقاتل بن سليمان صاحب التفسير، وكتاب «الرسالة» إلى عثمان البتي فقيه البصرة، وكتاب «الوصية» وهي وصايا عدة لأصحابه. ولقد ترك الإمام أبو حنيفة عدة رسائل صغيرة في علم الكلام نسبت إليه، وقام بشرحها بعض أئمة المذهب الحنفي. ولقد ذكر ابن نديم في ترجمته لأبي حنيفة والكتب التي صنفها أن له: كتاب الفقه الأكبر، وكتاب رسالته إلى البتي، وكتاب العالم والمتعلم، وكتاب الرد على القدرية.
- الفقه الأكبر: قد نال عناية المتقدمين، وهو رسالة صغيرة طبعت وحدها في بضع ورقات في حيدر آباد في الهند، وله عدة روايات منها رواية حماد بن أبي حنيفة وقد شرحها ملا علي القاري، ورواية أبي مطيع البلخي، وهي معروفة بالفقه الأبسط وشرحها أبو الليث السمرقندي، وعطاء بن علي الجورجاني، وهناك روايات وشروح أخرى.[70] ولقد نسب شرح الفقه الأكبر خطأ إلى أبو منصور الماتريدي.[71] وكما لم يسلم نسبة الشرح للفقه الأكبر إلى بعض الشراح من الشك، فإن نسبة الفقه الأكبر لأبي حنيفة لم تسلم من الشك كذلك. فلقد ذكر الشيخ محمد أبو زهرة أن نسبة الفقه الأكبر لأبي حنيفة موضع نظر عند العلماء، فلم يتفقوا على صحة نسبة هذا الكتاب إليه، ولم يدع أحد الاتفاق على صحة هذه النسبة، حتى أشد الناس تعصباً له، ويعلل ذلك أنه قد ذكرت مسائل في الفقه الأكبر لم يكن الخوض فيها معروفاً في عصر أبي حنيفة ولا العصر الذي سبقه، فلم نجد فيمن قبله ولا من معاصريه من المصادر من تصدى للتفرقة بين الآية والكرامة والاستدراج، مما يدفعنا إلى الظن بأن هذه المسائل قد زيدت في الرسالة في العصور التي خاض العلماء فيها في هذه المسائل، أو أن الرسالة كلها كتبت في العصور المتأخرة متلاقية مع آراء الماتريدية والأشاعرة فيها.[72]

وخلاصة ما اشتمل عليه الفقه الأكبر هو بيان أصل التوحيد وما يصح الاعتقاد عليه وذكر عدة قضايا كلامية من غير إيراد أدلة تفصيلية، وهو لم يتعرض للدليل في الفقه الأكبر إلا في موضعين: الأول: مشكلة خلق القرآن، والثاني: بيان ذكر اليد والوجه والنفس لله تعالى. ونرى في الفقه الأكبر اهتماماً بالحديث عن الإيمان والإسلام ومسألة التكفير والتفسيق، وفي هذا رد على الخوارج، وكذلك الحديث عن مسألة خلق الأفعال كرد على القدرية، ومسألة أخرى تتصل بصفات الله تعالى، ونفي التشبيه والتجسيم كرد على المجسمة والمشبهة. ومسألة النبوة وعصمة الأنبياء، ومعجزات الأنبياء، والكرامات للأولياء، ورؤية الله، وبيان مسمى الدين وأن اسمه جامع للشرائع كلها، والشفاعة والمسائل السمعية من وزن الأعمال والجنة والنار وعذاب القبر.
- الفقه الأبسط: وهو الفقه الأكبر برواية أبي مطيع، وعرف بالفقه الأبسط تمييزاً له عن الفقه الأكبر برواية حماد بن أبي حنيفة عن أبيه. وأبو مطيع هو الحكم بن عبد الله البلخي صاحب أبي حنيفة، حدّث عن أبي عون وهشام بن حسان عن أحمد بن نوح وخالد بن سالم الصفار وجماعة، تفقه به أهل تلك الديار. وقد شرح أبو الليث السمرقندي هذه الرسالة: الفقه الأكبر رواية أبي مطيع المعروف بالفقه الأبسط، وأبو الليث توفى سنة 373 هـ وقد نسب هذا الشرح خطأ إلى أبي منصور الماتريدي. ورسالة الفقه الأبسط تغاير في نمطها رسالة الفقه الأكبر، إذ أن القضايا الكلامية الواردة فيها عبارة عن إجابة لأسئلة تلميذ الإمام الأعظم وهو أبو مطيع. ونجد في هذه الرسالة بعض الأدلة التفصيلية لبعض القضايا الكلامية، وطريقة إيجاد الأدلة على القضايا الكلامية في الفقه الأبسط يخالف ما ساقه في الفقه الأكبر إذ في رسالته هذه يجيب على أسئلة أبي مطيع، ويوضح توضيحاً كاملاً بناء على استيضاحه، ولذلك نجد بعض القضايا الكلامية في هذه الرسالة قد أعطى لها حقها الكامل في التوضيح رداً على أسئلة التلميذ.[74]
- العالم والمتعلم: هذه الرسالة تختلف عن الرسائل الأخرى لأنه لم يبدأ فيها بالإيمان وما يتعلق به، بل أشار أولاً إلى أن العمل تبع للعلم، كما أن الأعضاء تبع للبصر، ونجد فيه شرحاً للعدل والجور، وإشارة إلى بعض آراء الفرق في نزع الإيمان من الزاني، وبيان الناسخ والمنسوخ، ويسوق البحث إلى الفرق بين الشريعة والدين وأن الدين هو التوحيد أوصى الله أنبياءه بالدعوة إليه، كما أننا نقرأ في صدر هذه الرسالة دفاعاً عن علم الكلام، ومما انفرد به الإمام في رسالته العالم والمتعلم أن استعمل القياس فيها استدلالاً على القضايا الكلامية في عدة مواضع، كالاستدلال على مغايرة الإيمان للعمل.[75]
- رسالة أبي حنيفة إلى عثمان البتي: لقد أراد الإمام في هذه الرسالة أن ينفي الإرجاء عن نفسه وكتب للبتي أن ما بلغه عنه من المرجئة ليس له أصل وأنه ليس مرجئ، وبدأ الإمام رسالته ببيان بعثة النبي وأن الناس قبله كانوا أهل شرك، فدعاهم النبي إلى الإسلام ثم نزلت الفرائض بعد ذلك على أهل التصديق الذين قبلوا واستقبلوا الإسلام، والإمام يريد أن يمهد الطريق إلى القول بأن ترك الأعمال لا يفضي إلى ترك الإيمان، وأن الإيمان هو التصديق والإقرار، وأن العمل ليس ركنا من أركان الإيمان.[76]
- الوصية: رسالة في سطور ذكر الإمام فيها بعض القضايا الكلامية، وبدأها ببيان مذهبه في الإيمان، وبعض القضايا الكلامية الأخرى، وهناك شرح للوصية لملا حسين بن اسكندر الحنفي بعنوان: «الجوهرة المنيفة في شرح وصية الإمام أبي حنيفة».[77]

كتاب (إشارات المرام من عبارات الإمام أبي حنيفة النعمان) كتاب في أصول الدين وعلم الكلام للعلامة كمال الدين البياضي، شرح فيه مختصره المرسوم «بالأصول المنيعة» للإمام أبي حنيفة، جمعه من نصوص كتب الإمام التي أملاها على أصحابه من الفقه الأكبر، والفقه الأبسط، والوصية، والرسالة، والعالم والمتعلم.

إلا أن آراء أبي حنيفة الكلامية لا تقتصر على هذه الرسائل بل توجد له آراء متناثرة خاصة في كتب المناقب التي صنفت في ذكر مناقب الإمام الأعظم، كذلك مؤلفات الإمام أبي يوسف ومحمد. كما أملى الإمام أبو حنيفة وكتب الأحاديث النبوية، فقد أخذ أحاديث كثيرة من رواته الأعلام، حتى جمع منه صناديق، وانتخب الآثار التي قال بها من أربعين ألف حديث، وقد أخذ حديث الكوفة والعراق وغيرها، غير أنه شُغل عن رواية الحديث بفقه الحديث وفهمه وجمع نصوصه. وقد رُوي عن يحيى بن نصر بن حاجب أنه قال: سمعت أبا حنيفة يقول: «عندي صناديق من الحديث ما أخرجت منها إلا اليسير الذي يُنتفع به». ولقد جُمع حديث أبي حنيفة في سبعة عشر مسنداً، وكان أبو حنيفة أول من صنف في الحديث النبوي الشريف مرتباً على أبواب الفقه.

### أهم آرائه الكلامية
يمكن أن تُستخلص الآراء الكلامية لأبي حنيفة من مصنفاته أو من شروح الشراح لهذه المصنفات، ومن آرائه المتناثرة:

#### دفاعه عن النظر
يرى الإمام أبو حنيفة ضرورة النظر، ويؤيد قيام علم الكلام والحاجة إليه، ويدفع دعاوى المعارضين للاشتغال بعلم الكلام، محتجين بأنه لم يرد اشتغال النبي به ولا الصحابة من بعده، ويرد عليهم بأن الحاجة إلى علم الكلام في ذلك العصر لم تكن قائمة، ولكن بعد ذلك العصر ظهرت الحاجة إلى هذا العلم، وهذه الحاجة متمثلة في ظهور فرق انحرفت عن قواعد الدين، وظهور الخلاف بين المسلمين، فظهرت بذلك ضرورة الحاجة إلى الكلام، ثم يذكر الإمام فوائد الكلام فهو يوفقنا إلى معرفة الخطأ والصواب، والتفرقة بينهما ويساعدنا على إزالة الشبهة ومعرفة المخطئ والمصيب.

#### معرفة الله بالاستدلال
يرى أبو حنيفة وجوب النظر في معرفة الصانع تعالى، ويرى أنه لا عذر لأحد في الجهل بخالقه، وأن أول الواجبات على المكلف هو النظر والاستدلال المؤدي إلى معرفة الله وصفاته، ثم النظر والاستدلال المؤدي إلى جواز إرسال الرسل وتكليف العباد، ثم الاستدلال بالمعجزات على صدق الرسل، ثم الاستدلال المؤدي إلى تفصيل أركان الشريعة، إلا أن أبا حنيفة لا يعني بالنظر على طريقة المتكلمين وتفصيلاتهم وتفريعاتهم التي قد تعسر على العامة، ولكن يعني وجوب النظر والاستدلال على كل واحد بحسب ما تيسر له والنظر في الكون وما فيه يؤدي إلى معرفة الله تعالى، ويضرب لذلك مثلاً أنه كما يحيل العقل ويجزم الاستحالة في سفينة مشحونة بالأحمال، أحاط بها من جهة أمواج متلاطمة، ورياح مختلفة تهب من كل جهة، أن تجري بنفسها مستوية لا تميل إلى طرف ولا تقف وقفة مع تصادم الرياح، دون أن يقودها أحد، فكذلك يستحيل في العقل قيام هذا العالم من السموات والأرض وما فيهما بنفسه على اختلاف أحواله من حركات السموات والكواكب والأرض، واختلافها في الكيفيات، وما خص به الإنسان من الهيئات واستجماع أنواع الكمالات، وما يختص به سائر الموجودات، وتغير أموره من تعاقب الضوء والظلمات، وتغير أحوال الحيوانات والمعادن والنبات من غير صانع، واجب بالذات واحد موصوف بصفات الكمال، منزه عن سمات التغير والزوال، ومحدث يحدث العالم، وما اختلف فيه من الأحوال وتغير من الأعمال، وحافظ يحفظه من الاختلال وهذا يعني أن يبنى دليله على وجود الله تعالى عن طريق حدوث العالم إذ أن العالم وما فيه حادث متغير، وكل حادث فله مُحدث، وهي طريقة اعتمد عليها عامة المتكلمين.
يذكر أبو حنيفة دليلاً آخر على وجود الله تعالى، وذلك بالنظر إلى خلق الإنسان وأطوار خلقه، فيذكر أن خروج الجنين من بطن أمه بصورة حسنة من استواء القامة وتناسب الأعضاء، ليس من تأثير نجم من السيارة عديم الشعور كما زعم المنجمون والصابئون من أن الكواكب المتحركة بحركات الأفلاك هي العلل لحدوث الحوادث الواقعة في العالم من الجواهر والأعراض، ولا من تأثير طبع من القوى البسيطة المركبة والمركبة عديمة الشعور بالضرورة، بل من تقدير خالق حكيم عليم خبير. فالتأمل العقلي والنظر في الكون وفي الأنفس يدلنا على وجود الله تعالى، وطريق الإمام هو الطريق الذي نبه إليه القرآن واعتمد عليه المتكلمون في أدلتهم لإثبات وجود الله تعالى، فمعرفة الله بالعقل واجبة عند أبي حنيفة.

#### صفات الله
يؤكد أبو حنيفة على وحدانية الله تعالى، فلقد ذكر في الفقه الأكبر بأن الله واحد أي منزه الذات عن المشاركة والمشابهة، وهو واحد لا من طريق العدد لأن الوحدة من طريق العدد غير مختصة به تعالى ولكنه واحد من طريق أنه لا شريك له في حقيقة الألوهية وخواصها، ويعتمد أبو حنيفة في إثبات الوحدانية على سورة الإخلاص الجامعة لأصول التنزيه، فالله تعالى لا حد له، ولا ضد له، ولا ند له، ولا مثل له، ولا يتصف بشيء من الكيفيات المحسوسة، ولا بالحالات الانفعالية، ولا يجري عليه ما يجري على المخلوقات من التغير والانتقال.
وبالنسبة لصفاته وأسمائه تعالى، فيرى أبو حنيفة أن الله تعالى مع صفاته وأسمائه كلها أزلي لا بداية له، وأبدي لا نهاية له. لم يحدث له صفة ولا اسم، لأنه لو حدث له تعالى صفة من صفاته أو زالت عنه، لكان قبل حدوث تلك الصفة وبعد زوالها ناقصاً وهو محال، فثبت أنه لم يحدث له صفة ولا اسم. وعلى هذا يرى أبو حنيفة أن صفات الله تعالى الذاتية وصفاته الفعلية كلها أزلية، لأن الله تعالى موصوف بصفاته الذاتية والفعلية منذ الأزل، ولم تحدث له صفة سواء ذاتية أو فعلية، وصفاته تعالى مخالفة لصفات المخلوقين، وذلك لأنه تعالى يعلم لا كعلمنا، لأن علمنا حادث لا يخلو من معارضة الوهم، وعلمه تعالى قديم أزلي، ويقدر لا كقدرتنا، ويرى لا كرؤيتنا، ويتكلم لا ككلامنا، ويسمع لا كسمعنا، وكذلك القول في سائر صفاته الذاتية والفعلية، ويذهب الدكتور علي سامي النشار إلى أن أبو حنيفة يميل إلى اعتبار صفات الأفعال الحادثة، وان ما أضيف إليه من أنها قديمة إنما هو تأثير ماتريدي بناء على تمييزه في الفقه بين الحلف بصفة الذات والحلف بصفة الفعل وأن الكفارة تلزم إذا كان الحنث بصفة الذات لا صفات الفعل، ولكن هذه التفرقة الفقهية لا تقوم دليلاً قاطعاً على رأي أبي حنيفة في حدوث صفات الأفعال، وهذا ما يعترف به الدكتور النشار نفسه وإن أثارت بعض الشكوك حول نصوص الفقه الأكبر. وبالنسبة للصفات الخبرية، فأبو حنيفة يسلم بها بلا كيف، فيقول: «ما ذكره الله تعالى في القرآن من ذكر الوجه واليد والنفس فهو له صفات بلا كيف». وخلاصة رأي أبي حنيفة في الصفات الخبرية، أنه يثبت لله تعالى هذه الصفات كما ورد بها التنزيل، لكنه لا يحملها على ظاهرها الحرفي، إذ أن ذلك يؤدي إلى التشبيه والتجسيم، وهذا ما حاربه الإمام وفي نفس الوقت لا يتعرض للتأويل التفصيلي لهذه الصفات. ووفقاً لرأي أبي حنيفة في الصفات الخبرية يمكن القول بأن الله تعالى لا يتصف بشيء من الكيفيات المحسوسة بالحس الظاهر أو الباطن والطعوم والروائح، وأيضاً لا يتصف بالانفعالات النفسية كالشهوة والحزن والغضب والفرح، ولا بالآلام الحسية لأن هذه الكيفيات والانفعالات تخص الأجسام والأنفس وهذه التغيرات والانفعالات محالة على الله تعالى. أيضاً لا يجري عليه تعالى ما يجري على المخلوقات من التغير والتطور والانتقال، فلا تتصف ذاته وصفاته بقبول التغير والانتقال لاستلزام ذلك الحدوث، والله تعالى منزه عن الحدوث. أيضاً أنه الله تعالى لا يتحد بالأشياء ولا يحل فيها.

#### العلم الإلهي
ذكر أبو حنيفة صفة العلم لله تعالى، فهو سبحانه كان عالماً في الأزل بالأشياء قبل كونها أي وجودها، وعلمه تعالى أزلي يشمل الكليات والجزئيات والمعدومات، ويربط كمال الدين البياضي بين قول الإمام: «وخلق الأشياء لا من شيء» أي بين الخلق من العدم وبين رأي الإمام في العلم الإلهي، فيرى أن في هذا القول إثبات للعلم الإلهي من وجوه:
1. إثباته بخلقه للأشياء فإنه يقتضي معلومية الأشياء قبل أن تخلق.
2. أنه يدل على قدرة الخلق أي كونه فاعلاً بالقصد والاختيار لأن الخلق إيجاد من عدم ولا يتصور الفعل بالقصد والاختيار إلا مع العلم.
3. أن الخلق البديع يدل على علم الخالق.

وعلمه تعالى مغاير لعلم المخلوقين، فعلمه تعالى ذاتي قديم كامل منزه عن النقص، أما علمنا فعرض محدث قاصر. لذلك فإن الإمام يقول: «لم يزل ولا يزال عالماً بعلمه، وعلمه تعالى الشامل لجميع الأشياء من الجزئيات والكليات صفته القائمة به في الأزل». فالعلم الإلهي بذلك، واحد تتعدد تعلقاته بحسب معلوماته دون ذاته أي دون تعدد العلم ذاته.

#### صفة القدرة
يقول الإمام بأن قدرة الله تعالى شاملة للممكنات وغير متناهية، وإلى هذا أشار في قوله: "لم يزل ولا يزال قادراً بقدرته، والقدرة صفة في الأزل". ويربط كمال الدين البياضي بين القول بالقدرة على جميع الممكنات وبين القول بالاختيار بمعنى إن شاء فعل وإن شاء لم يفعل، ويصح منه الفعل ويصح منه الترك، فهو تعالى قادر مختار يفعل في وقت ويترك في آخر بحسب إرادته، لا موجب لذاته، ووفقاً لرأي الإمام فأن الله صانع قديم تستند إليه الحوادث وجميع الممكنات، خلافاً لرأي المعتزلة التي ترى أن قدرة الله تعالى مختصة ببعض الممكنات لا بجميعها، حيث إنهم يقولون بقدرة الإنسان على أفعاله، وفي الفقه الأبسط يهتم الإمام ببيان شمول قدرة الله تعالى لجميع الممكنات ولكل ما يحدث وذلك عن طريق معارضة الخصم وإلزامه فيقول: "أرأيت أن لو شاء الله أن يخلق الخلق كلهم مطيعين مثل الملائكة هل كان قادراً؟ فإن قال لا، فقد وصفه تعالى بغير ما وصف به نفسه لقوله تعالى: (وهو القاهر فوق عباده) وقوله تعالى: (قل هو القادر على أن يبعث عليكم عذاباً من فوقكم أو من تحت أرجلكم). وإن قال هو قادر، يقال له أرأيت لو شاء الله أن يكون إبليس مثل جبريل في الطاعة، أما كان قادراً لمقدوريته وإمكانه في نفسه؟ فإن قال لا فقد ترك قوله ووصفه تعالى بغير صفته، وأبو حنيفة في هذا يحاول إلزام خصمه وإثبات شمول القدرة الإلهية لكل ما يحدث.

#### صفة البصر
أشار أبو حنيفة في الفقه الأبسط إلى إثبات صفة الرؤية لله تعالى فهو لا كرؤيتنا للأشياء، لأننا نحتاج إلى الآلة لسبب عجزنا وقصورنا، وذات الله تعالى منزهة عن القصور، فهو يرى بلا آلة، ولقد صرح صاحب التلخيص والكفاية بأن قول أبي حنيفة يشير إلى أن رؤية الله تعالى تتعلق بالموجودات ولا تتعلق بالمعدومات، وذلك لأن الرؤية إنما تتعلق بما يصح أن يكون مرئياً، والمعدوم في حالة عدمه ليس كذلك، فلا تتعلق به إلا بعد وجوده، ولا يلزم في هذا نقص في رؤية الله تعالى، لعدم تعلقها بالمعدومات.

#### صفة السمع
أشار أبو حنيفة في بعض نسخ الفقه الأكبر إلى أن الله يسمع لا كسمعنا، وهو يعتمد في إثبات صفة البصر والسمع لله تعالى ما جاء به القرآن والحديث وانعقاد الإجماع، ويرى أنه لا حاجة في ذلك للاستدلال لأن ذلك معروف من الدين بالضرورة، وهو تعالى لا يحتاج في بصره وسمعه إلى آلة لمغايرة ذاته تعالى للمخلوقين الذين يحتاجون إلى آلة. ويرى كمال الدين البياضي أن إثبات صفتي الرؤية والسمع، فيه رد على النافين للسمع والبصر عنه تعالى، متمسكين بأنهما نتيجة لتأثر الحاسة عن المسموع والمبصر أو مشروطان به كسائر الإحساسات، وأنه محال في حقه تعالى، وبأن إثبات السمع والبصر في الأزل ولا مسموع ولا مبصر فيه خروج عن المعقول، ولكن أبا حنيفة يفرق بين رؤية وسمع المخلوقين وبين رؤية الله تعالى وسمعه، لذا فلا تجوز شروط الرؤية والسمع الحسية. وأيضاً فأن السمع والبصر صفتان أزليتان قديمتان كالعلم والقدرة فشأنهما كسائر الصفات القديمة. ويرى أيضاً كمال الدين البياضي أن في قول أبي حنيفة رد على الأشاعرة وبعض المعتزلة القائلين بإرجاع السمع والبصر إلى العلم بالمسموعات، والبصر إلى العلم بالمبصرات.

#### الكلام الإلهي ومشكلة خلق القرآن
يقول أبو حنيفة إن الله تعالى متكلم وله كلام، ولكن كلامه ليس ككلامنا، وكونه متكلم يعلم بالضرورة الدينية وبإجماع الأنبياء على أنه متكلم، وتواتر نقل ذلك عنهم. وكلامه تعالى غير كلامنا، فكلامنا مكون من حروف وأصوات، ونحن نتكلم في كلامنا الحسي بالآلات من المخارج المعهودة والعضلات الممدودة، والله متكلم بكلامه الذي هو صفته بلا آلة لتنزه ذاته عن القصور والاحتياج إلى الآلة، ولا حرف لتنزهه عن الصوت وكيفيته القائمة بالهواء لحدوثها. ويقول أبو حنيفة كما ذكر أبو المنتهى في شرحه للفقه الأكبر: «والحبر والكاغد والكتابة مخلوقة لأنها أفعال العباد، وكلام الله تعالى غير مخلوق، لأن الكتابة والحروف والكلمات والآيات دلالة القرآن» وذكر أنه وجد في بعض النسخ أنها آلة القرآن، وقال لحاجة العباد إليها، وكلام الله تعالى قائم بذاته ومعناه مفهوم بهذه الأشياء، فعلى هذا فكلامه تعالى معنى قائم بذاته ليس بحرف ولا صوت، لأن الحرف والصوت مخلوقان، وكلام الله صفة من صفاته غير مخلوق لامتناع قيام الحوادث بذاته بذاته تعالى. ورأي أبو حنيفة رد على المعتزلة القائلين بأن كلام الله تعالى مخلوق، وأن كلامه تعالى هو ما خلقه في جسم من اللوح المحفوظ أو جبريل أو الرسل من الكلام اللفظي المرتب الحروف والمتعاقب الكلمات، والمعتزلة تنفي الكلام النفسي. وفيه أيضاً رد على الحشوية القائلين بأن الكلام هو اللفظي وهو قديم مع ترتيب الحروف وتعاقب الكلمات قائم بذاته تعالى. وفيه أيضاً رد على الكرامية الذين يقولون بأن الكلام هو اللفظي وهو حادث قائم بذاته تعالى.

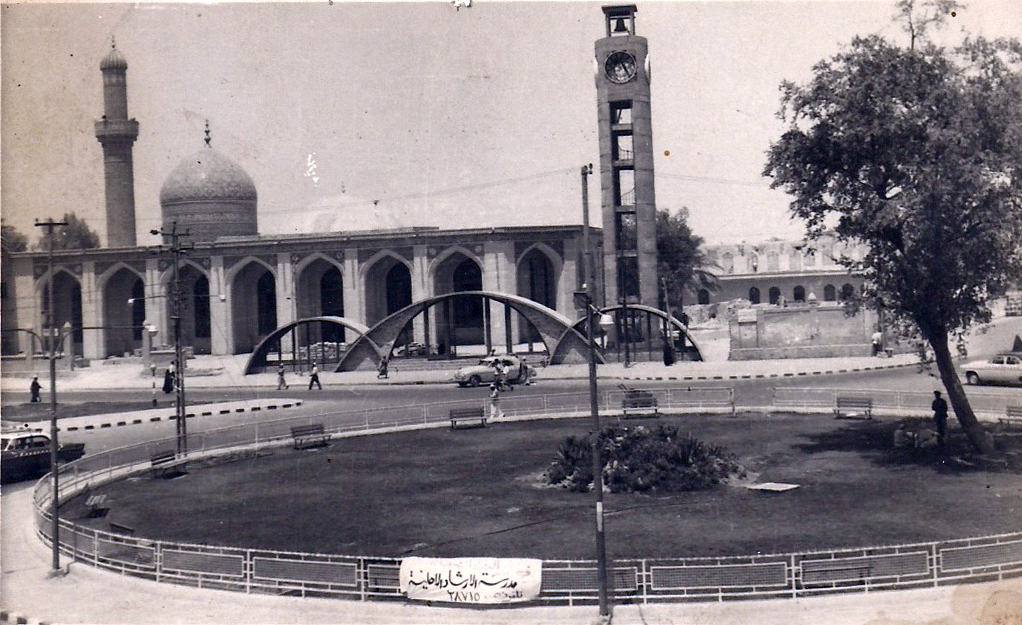
جامع الإمام أبي حنيفة عام 1959

#### موقفه من صاحب الكبيرة
لقد اختلفت المواقف بالنسبة لمرتكب الكبيرة، فمن الفرق من تخرجه من دائرة الإيمان كالخوارج، ومنهم من قالوا بأن مرتكب الكبيرة ليس بمؤمن وليس بكافر بل في منزلة بين المنزلتين، وهؤلاء هم المعتزلة، وفريق ثالث قالوا إنه لا يضر مع الإيمان معصية كما لا ينفع من الكفر طاعة، وهولاء هم المرجئة، أما أهل السنة والجماعة فقد رأوا أن صاحب الكبيرة لا يكفر وأنه مؤمن عاصي. وبالنسبة لأبي حنيفة فإنه يقول: «أهل القبلة مؤمنون لست أخرجهم من الإيمان، بتضييع شيء من الفرائض، فمن أطاع الله تعالى في الفرائض كلها مع الإيمان كان من أهل الجنة عندنا، ومن ترك الإيمان والعمل كان كافراً ومن أهل النار، ومن أصاب الإيمان وضيع شيئاً من الفرائض كان لله تعالى فيه المشيئة إن شاء عذبه، وإن شاء غفر له». ولقد ورد في الفقه الأكبر قول أبي حنيفة: «لا نكفر أحداً بذنب ولا ننفي أحداً من الإيمان». فأبو حنيفة يتوقف في أمر صاحب الكبيرة ويفوض أمره لله تعالى، إن شاء عذبه بعدله بقدر ذنبه، وإن شاء عفى عنه بفضله.

## فضله وثناء العلماء عليه

### تلقيبه بالإمام الأعظم
قال شبلي النعماني «يطلق الأحناف لقب (الإمام الأعظم) على مؤسس المذهب الحنفي الإمام أبي حنيفة النعمان بن ثابت بأعتباره الإمام الأعظم في الفقه»، ومن شواهده قول ابن نجيم الحنفي فيمن يُقَدَّم لصلاة الجنازة : «اعلم أن الحسن بن زياد روى عن الإمامِ الأعظم تقديمَ الإمامِ الأعظم، ثم إمامِ الـمَصْر، ثم القاضي .» فالأول لأبي حنيفة، والثاني للخليفة ، وقال محمد حبيب الله الشنقيطي: السبب في أطلاق وصف الأعظم على أبي حنيفة ؟
بالنسبة لصاحبيه الإمام أبي يوسف والإمام محمد بن الحسن، لأن الحنفية يقولون لكل منهم الإمام ففرقوا بين الإمام أبي حنيفة وبين صاحبيه بالأعظم له هو دينهما ، كما يؤخذ من كلام عبد الحي اللكنوي في «طبقات الحنفية» ومن كلام غيره من قدمائهم ، وأما الجهلة منهم فيظنون أنه أعظم من الأئمة الثلاثة مع أنّ كل منهم مجتهد منطلق لا يقلد غيره ، ولا وجه لأعظمية أبي حنيفة عن الثلاثة اللهم إلا إن كان من حيث كونه تابعيا وتراجم الأربعة محفوظة عند المحدثين فراجعها

### فضله عند العلماء
وفقًا لما جاء في كتاب «تبييض الصحيفة بمناقب أبي حنيفة»، للإمام جلال الدين السيوطي: «قد بشر ﷺ بالإمام أبي حنيفة في الحديث الذي أخرجه أبو نعيم في الحلية عن أبي هريرة رضي الله عنه قال: قال رسول الله ﷺ: «لو كان العلم بالثريا لتناوله رجال من أبناء فارس»». وأخرج الشيرازي في الألقاب عن قيس بن سعد بن عبادة قال: قال رسول الله ﷺ: «لو كان العلم مُعلَّقاً بالثريا لتناوله قوم من أبناء فارس».

### ثناء العلماء عليه
قال وكيع بن الجراح وهو شيخ الإمام الشافعي: «كان أبو حنيفة عظيم الأمانة، وكان يؤثر رضا الله تعالى على كل شيء، ولو أخذته السيوف في الله تعالى لاحتملها».
وقال الإمام الشافعي: سئل مالك بن أنس: «هل رأيت أبا حنيفة وناظرته؟»، فقال: «نعم، رأيت رجلاً لو نظر إلى هذه السارية وهي من حجارة، فقال إنها من ذهب لقام بحجته».
وقال الإمام الشافعي: «من أراد الحديث الصحيح فعليه بمالك، ومن أراد الجدل فعليه بأبي حنيفة، ومن أراد التفسير فعليه بمقاتل بن سليمان». وقال: «من أراد أن يتبحر في الفقه فهو عيال على أبي حنيفة، كان أبو حنيفة ممن وُفق له الفقه».
وقال الإمام أحمد بن حنبل: «إن أبا حنيفة من العلم والورع والزهد وإيثار الآخرة بمحل لا يدركه أحد، ولقد ضُرب بالسياط لِيَليَ للمنصور فلم يفعل، فرحمة الله عليه ورضوانه». كما كان الإمام أحمد كثيراً ما يذكره ويترحم عليه، ويبكي في زمن محنته، ويتسلى بضِرَب أبي حنيفة على القضاء. وقال أبو بكر المروزي: سمعت أبا عبد الله أحمد بن حنبل يقول: «لم يصح عندنا أن أبا حنيفة رحمه الله قال: القرآن مخلوق»، فقلت: «الحمد لله يا أبا عبد الله، هو من العلم بمنزلة»، فقال: «سبحان الله! هو من العلم والورع والزهد وإيثار الدار الآخرة بمحل لا يدركه فيه أحد، ولقد ضُرب بالسياط على أن يلي القضاء لأبي جعفر فلم يفعل».
وقال عبد الله بن المبارك: «رأيت أعبد الناس، ورأيت أورع الناس، ورأيت أعلم الناس، ورأيت أفقه الناس، فأما أعبد الناس فعبد العزيز بن أبي روّاد، وأما أورع الناس فالفضيل بن عياض، وأما أعلم الناس فسفيان الثوري، وأما أفقه الناس فأبو حنيفة»، ثم قال: «ما رأيت في الفقه مثله». وعن محمد بن أحمد بن يعقوب قال: حدثني جدي قال: أملى علي بعض أصحابنا أبياتاً مدح بها عبد الله بن المبارك أبا حنيفة:
كما أثنى الشيخ أبو زكريا السلماسي على أبي حنيفة فقال:
| أبو حنيفة النعمان | أما أبو حنيفة فله في الدين المراتب الشريفة، والمناصب المنيفة، سراج في الظلمة وهَّاج، وبحر بالحكم عجَّاج، سيد الفقهاء في عصره، ورأس العلماء في مِصره، له البيان في علم الشرع والدين، والحظ الوافر من الورع المتين، والإشارات الدقيقة في حقيقة اليقين، مهَّد ببيانه قواعد الإسلام، وأحكم بتبيانه شرائع الحلال والحرام، وصار قدوة الأئمة الأعلام، سبق الكافة منهم إلى تقرير القياس والكلام، وغدا إماماً تُعقد عليه الخناصر، ويشير إليه الأكابر والأصاغر، انتشر مذهبه في الآفاق، وعُدّ من الأفراد بالاتفاق، فضله وافر، ودينه ثابت، وعَلَمُه في مراده للمجد ثابت، اسمه النعمان وأبوه ثابت. | أبو حنيفة النعمان |

وقال الإمام أبو يوسف: «كانوا يقولون: أبو حنيفة زينة الله بالفقه والعلم، والسخاء والبذل، وأخلاق القرآن التي كانت فيه». وقال الإمام سفيان الثوري: «ما مقلت عيناي مثل أبي حنيفة». وقال يحيى بن سعيد القطان (إمام الجرح والتعديل): «إن أبا حنيفة -والله- لأعلم هذه الأمة بما جاء عن الله ورسوله».
وقال إسحاق بن أبي إسرائيل: ذَكر قومٌ أبا حنيفة عند ابن عيينة فتنقَّصه بعضُهم، فقال سفيان: «مه! كان أبو حنيفة أكثر الناس صلاة، وأعظمهم أمانة، وأحسنهم مروءة».
وقال صدقة المقابري: لمَّا دُفن أبو حنيفة في مقابر الخيزران سمعت صوتاً في الليل ثلاث ليال:

## كتب ودراسات عنه
- أبو حنيفة - حياته وعصره - آراؤه وفقهه، محمد أبو زهرة.

## أخلاقه وصفاته
اتصف أبو حنيفة بصفات تجعله في الذروة العليا بين العلماء، منها:

### أحد التابعين
يُعد الإمام أبو حنيفة تابعياً من التابعين، إذ قال أبو حنيفة: «لقيت من أصحاب رسول الله ﷺ سبعة وهم: أنس بن مالك، وعبد الله بن جزء الزبيدي، وجابر بن عبد الله، ومعقل بن يسار، وواثلة بن الأسقع، وعائشة بنت عمر، وعبد الله بن أنيس، رضي الله عنهم». وقد روى الإمام جلال الدين السيوطي عن الشيخ ولي الدين العراقي أنه قال: «الإمام أبو حنيفة لم يصح له رواية عن أحد من الصحابة، وقد رأى أنس بن مالك، فمن يكتف في التابعي بمجرد رؤية الصحابي يجعله تابعياً، ومن لم يكتف بذلك لا يعده تابعياً». ويُروى عن أبي حنيفة أنه قال: «سمعت أنس بن مالك رضي الله عنه يقول: سمعت رسول الله ﷺ يقول: «طلب العلم فريضة على كل مسلم»».

### غزارة العلم

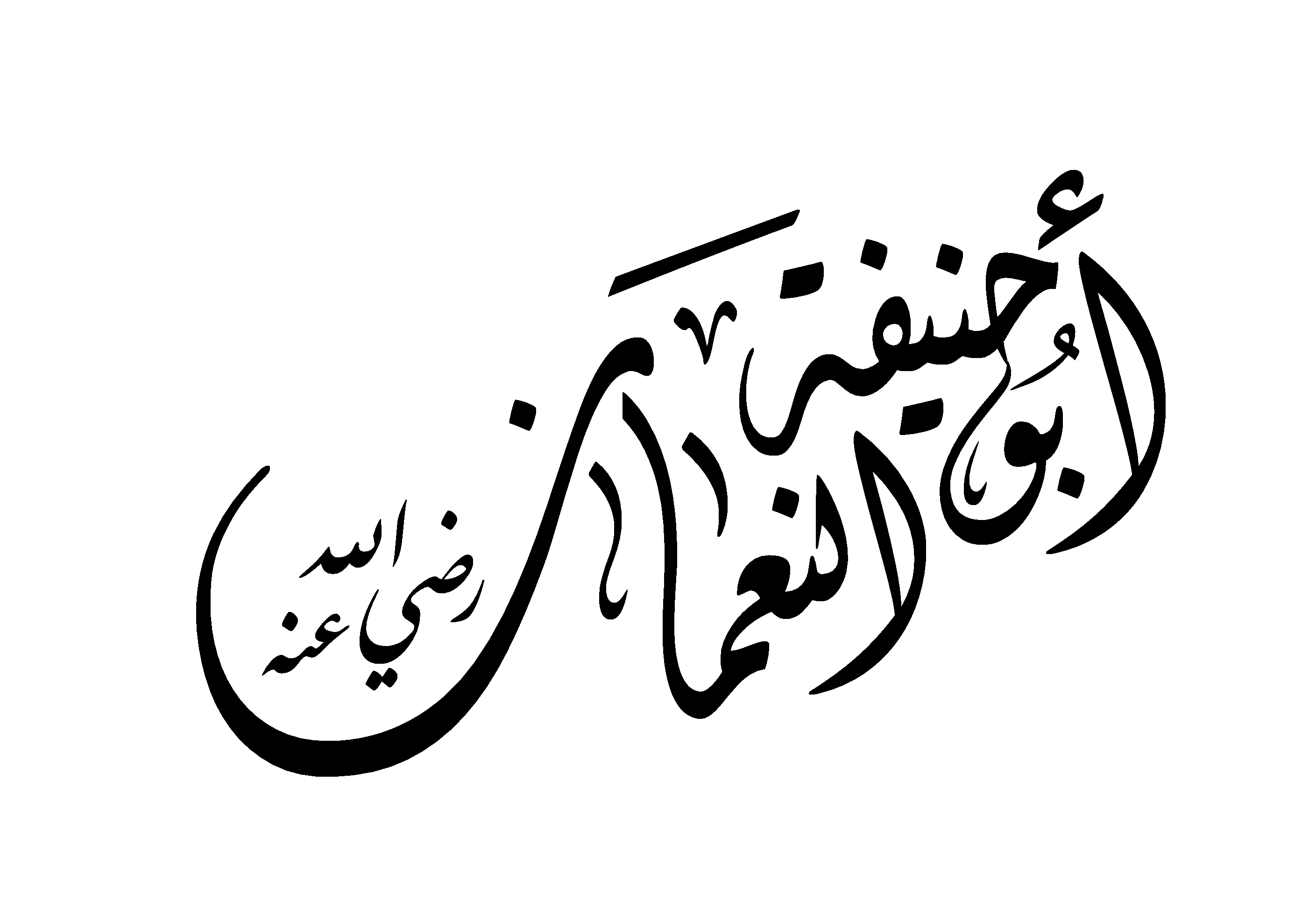
تخطيط لاسم الإمام أبي حنيفة النعمان ملحوق بدعاء الرضا عنه

كان الإمام أبو حنيفة صاحب علم غزير، وقد شهد له العلماء بذلك، قال الإمام محمد بن إدريس الشافعي: «من أراد أن يتبحر في الفقه فهو عيال على أبي حنيفة، كان أبو حنيفة ممن وُفق له الفقه». وقال: «الناس عيال على أبي حنيفة في القياس والاستحسان».
وقيل للقاسم بن معن بن عبد الرحمن بن عبد الله بن مسعود: «ترضى أن تكون من غلمان أبي حنيفة؟»، قال: «ما جلس الناس إلى أحد أنفع من مجالسة أبي حنيفة». ورُوي عن عبد الله بن المبارك أنه قال: «لولا أن الله عز وجل أعانني بأبي حنيفة وسفيان، كنت كسائر الناس».

### الورع وكثرة العبادة
عُرف عن أبي حنيفة أنه كان ورعاً كثير العبادة، قال مسعر بن كدام: «دخلت ذات ليلة المسجد، فرأيت رجلاً يصلي فاستحليت قراءته، فقرأ سبعاً فقلت يركع، ثم قرأ الثلث ثم النصف، فلم يزل يقرأ القرآن حتى ختمه كله في ركعة، فنظرت فإذا هو أبو حنيفة». وقال يحيى بن نصر: «ربما ختم أبو حنيفة القرآن في رمضان ستين مرة». وقال عبد الله بن المبارك: «قدمت الكوفة فسألت عن أورع أهلها فقالوا: أبو حنيفة».
وقال يزيد بن هارون: «كتبت عن ألف شيخ حملت عنهم العلم، ما رأيت والله فيهم أشدَّ ورعاً من أبي حنيفة ولا أحفظ للسانه». وروى ابن إسحاق السمرقندي عن القاضي أبي يوسف، قال: «كان أبو حنيفة يختم القرآن كل ليلة في ركعة». وعن يحيى بن عبد الحميد الحماني عن أبيه: أنه صحب أبا حنيفة ستة أشهر، قال: «فما رأيته صلى الغداة إلا بوضوء عشاء الآخرة، وكان يختم كل ليلة عند السحر».

### الهدوء والوقار
كان أبو حنيفة ضابطاً لنفسه، مستولياً على مشاعره، لا تعبث به الكلمات العارضة، ولا تبعده عن الحق العبارات النابية، وكان يقول: «اللهم من ضاق بنا صدره، فإن قلوبنا قد اتسعت له». ويُروى أنه قال له بعض مناظريه: «يا مبتدع يا زنديق»، فقال: «غفر الله لك، الله يعلم مني خلاف ذلك، وإني ما عدلت به مذ عرفته، ولا أرجو إلا عفوه، ولا أخاف إلا عقابه»، ثم بكى عند ذكر العقاب، فقال له الرجل: «اجعلني في حل مما قلت»، فقال: «كل من قال في شيئاً من أهل الجهل فهو في حل، وكل من قال في شيئاً مما ليس في من أهل العلم فهو في حرج، فإن غيبة العلماء تُبقي شيئاً بعدهم».
وروى الحسن بن إسماعيل بن مجالد عن أبيه، قال: كنت عند الرشيد إذ دخل عليه أبو يوسف، فقال له هارون: «صف لي أخلاق أبي حنيفة»، قال: «كان والله شديد الذب عن حرام الله، مجانباً لأهل الدنيا، وطويل الصمت دائم الفكر، لم يكن مهذاراً ولا ثرثاراً، إن سُئل عن مسألة عنده منها علم أجاب فيها، ما علمته يا أمير المؤمنين إلا صائناً لنفسه ودينه، مشتغلاً بنفسه عن الناس لا يذكر أحداً إلا بخير»، فقال الرشيد: «هذه أخلاق الصالحين».
وعن بشر بن يحيى: سمعت ابن المبارك يقول: «ما رأيت رجلاً أوقر في مجلسه، ولا أحسن سمتاً وحلماً من أبي حنيفة، ولقد كنا عنده في المسجد الجامع، فوقعت حية من السقف في حجره، فما زاد على أن نفض حجره، فألقاها وما منا أحد إلا هرب».

### الإخلاص والتواضع
كان أبو حنيفة مخلصاً في طلب الحق، وكان لإخلاصه لا يفرض أن رأيه هو الحق المطلق الذي لا يشك فيه، بل كان يقول: «قولنا هذا رأي، وهو أحسن ما قدرنا عليه، فمن جاءنا بأحسن من قولنا فهو أولى بالصواب منا». وقيل له: «يا أبا حنيفة، هذا الذي تفتي به هو الحق الذي لا شك فيه»، فقال: «والله لا أدري لعله الباطل الذي لا شك فيه». وكان أبو حنيفة لإخلاصه في طلب الحق يرجع عن رأيه إذا ذَكر له مناظرُه حديثاً لم يصح عنده غيره ولا مطعن له فيه، أو ذكرت له فتوى صحابي كذلك.

### قوة الشخصية

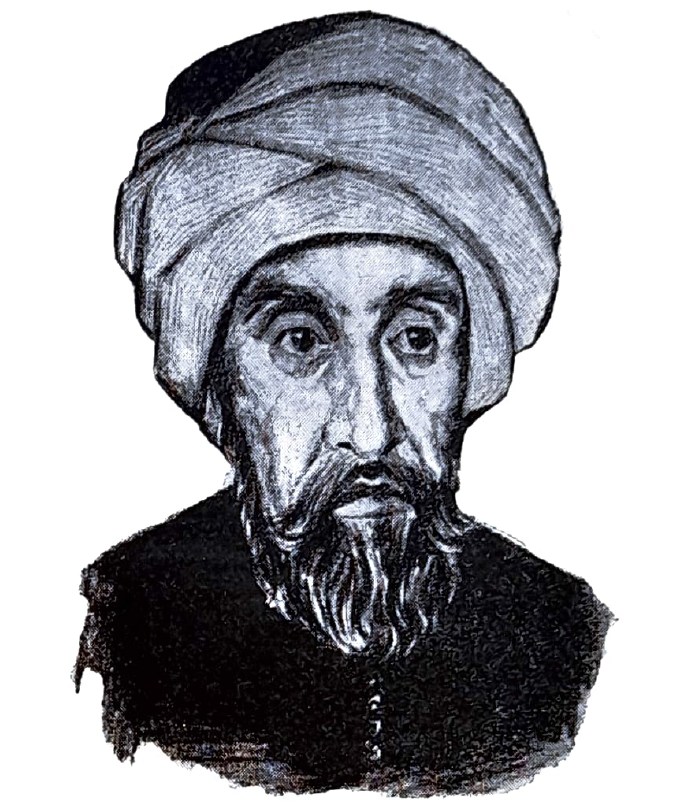
رسم تخيلي للإمام أبي حنيفة النعمان

اتصف أبو حنيفة بقوة الشخصية، والنفوذ والمهابة، والتأثير في غيره بالاستهواء والجاذبية وقوة الروح، وقد وصف مجلس أبي حنيفة مع أصحابه معاصره مسعر بن كدام، فقال: «كانوا يتفرقون في حوائجهم بعد صلاة الغداة، ثم يجتمعون إليه فيجلس لهم، فمن سائل ومن مناظر، ويرفعون الأصوات لكثرة ما يحتج لهم، إن رجلاً يُسكن الله به هذه الأصوات لعظيمُ الشأن في الإسلام».

### صفته الشكلية
كان الإمام أبو حنيفة أسمرَ اللون مع ميل إلى بياضه، ربعةً من الناس، إلى الطول أقرب، جميلَ الصورة، مهيبَ الطلعة، طويلَ اللحية، وقوراً، يتأنق في ثوبه وعمامته ونعليه، حسنَ المنطق، حلوَ النغمة فصيحاً، كثيرَ التطيب يُعرف به إذا ذهب وإذا جاء، نحيفاً «ما أبقى عليه خوفه من الله تعالى وطول مراقبته وكثرة عبادته فضلاً من لحم بَلْه من شحم».
قال أبو نعيم بن دكين: «كان أبو حنيفة جميلاً، حسنَ الوجه، حسنَ اللحية، حسنَ الثوب». وقال أبو يوسف: «كان أبو حنيفة ربعة من الرجال، ليس بالقصير ولا بالطويل، وكان أحسن الناس منطقاً، وأحلاهم نغمةً، وأبينهم عما تريد». وقال عمر بن جعفر بن إسحاق بن عمر بن حماد بن أبي حنيفة: «إن أبا حنيفة كان طويلاً تعلوه سمرة، وكان لَبَّاساً حسنَ الهيئة كثيرَ التعطر، يُعرف بريح الطيب إذا أقبل وإذا خرج من منزله قبل أن تراه». وقال علي بن عبد الرحمن بن محمد بن المغيرة الكوفي بمصر: سمعت أبي، يقول: «رأيت شيخاً في مسجد الكوفة يفتي الناس وعليه قلنسوة طويلة، فقلت من هذا؟»، قالوا: «أبو حنيفة».

## شيوخه
شيوخ الإمام أبي حنيفة كثيرون لا يسع ذكرهم، وقد ذكر منهم الإمام أبو حفص الكبير أربعة آلاف شيخ، وقال غيره: «له أربعة آلاف شيخ من التابعين، فما بالك بغيرهم؟»، ومن شيوخه: أنس بن مالك. وقد روى الإمام أبو حنيفة عن كثير من الشيوخ منهم: عطاء بن أبي رباح، وهو أكبر شيخ له وأفضلهم على ما قال، والشعبي، وطاووس، وجبلة بن سحيم، وعدي بن ثابت، وعبد الرحمن بن هرمز الأعرج، وعمرو بن دينار، وأبي سفيان طلحة بن نافع، ونافع مولى ابن عمر، والقاسم بن عبد الرحمن بن عبد الله بن مسعود، ومحارب بن دثار، وعلقمة بن مرثد، وعبد العزيز بن رفيع، وحماد بن أبي سليمان وبه تفقه، وسماك بن حرب، وعبد الملك بن عمير، وأبي جعفر الباقر، وابن شهاب الزهري، ومحمد بن المنكدر، وعطاء بن السائب، وهشام بن عروة، وخلق سواهم.

## تلاميذه
حدَّث عن الإمام أبي حنيفة خلقٌ كثير منهم: أبو يوسف يعقوب بن إبراهيم، وأبو الهذيل زفر بن الهذيل العنبري، وإبراهيم بن طهمان عالم خراسان، وأبيض بن الأغر بن الصباح المنقري، وأسد بن عمرو البجلي، وإسماعيل بن يحيى الصيرفي، والحسن بن زياد اللؤلؤي، وحفص بن عبد الرحمن القاضي، وابنه حماد بن أبي حنيفة، وحمزة الزيات وهو من أقرانه، وداود الطائي، وشعيب بن إسحاق الدمشقي، وعبد الله بن المبارك، وعبد الله بن يزيد المقرئ، ومحمد بن الحسن الشيباني، ويوسف بن خالد السمتي، وغيرهم كثير.
ولأستاذ البلاغة في الأزهر الدكتور محمود توفيق سعد كتاب "الإمام أبو حنيفة بليغًا، وصيَّته تلاميذَه نموذجًا: قراءة في المنهج والبيان"، مكتبة وهبة بالقاهرة، 1438هـ/ 2017م.

## ذرية أبي حنيفة
ابنُ أبي حنيفة اسمُه «حمّاد»، سمّاه أبوه على اسم شيخه حماد بن أبي سليمان، وكان إسماعيل بن حماد بن أبي حنيفة قاضياً، وقد توفي عام 212 الهجري، واستمر ذكر ذرية أبي حنيفة في التاريخ إلى منتصف القرن التاسع الهجري، وممن انتسب إلى أبي حنيفة الشيخ حميد الدين محمد بن أحمد النعماني البغدادي، قاضي دمشق، المتوفى يوم 6 ربيع الأول من عام 867 الهجري، تُوفي في المدرسة العينية، ودُفن عند سفح جبل قاسيون، وممن انتسب إليه في العصر الحديث عالم الهند شبلي النعماني.

## انتشار المذهب الحنفي عبر التاريخ

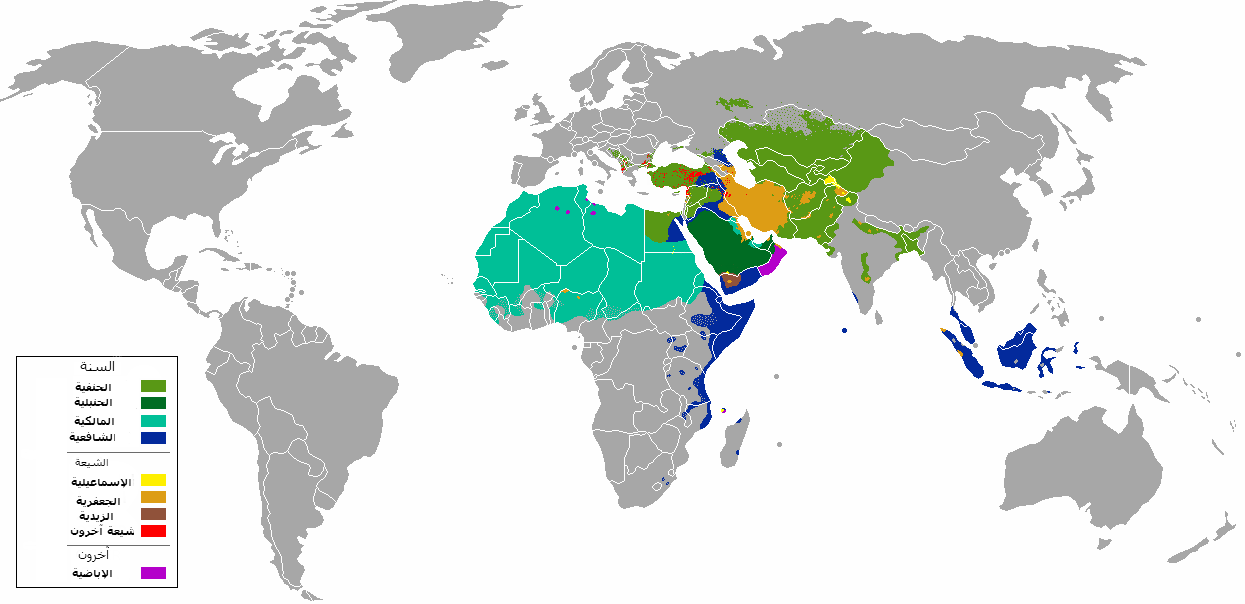
أماكن انتشار المذهب الحنفي (اللون الأخضر الفاتح) في العالم

يُسمى المذهبُ الحنفي مذهبَ أهل الرأي، وهو أقدم المذاهب الأربعة، وصاحبه هو الإمام أبو حنيفة النعمان، وقد نشأ المذهب الحنفي بالكوفة موطن الإمام أبي حنيفة، ثم تدارسه العلماء بعد وفاة شيخه ببغداد، ثم شاع من بعد ذلك وانتشر في أكثر البقاع الإسلامية، فكان في مصر والشام وبلاد الروم والعراق وما وراء النهر، ثم اجتاز الحدود فكان في الهند والصين، حيث لا منافس له ولا مزاحم، ويكاد أن يكون هو المنفرد في تلك الأصقاع إلى الآن.
ويقال لأصحاب المذهب الحنفي أهل الرأي، لأن الحديث كان قليلاً بالعراق، فاستكثروا من القياس ومهروا فيه. ورُوي أن أصحاب أبي حنيفة الذين دونوا مذهبه أربعون رجلاً منهم: أبو يوسف يعقوب بن إبراهيم، وأبو الهذيل زفر بن الهذيل العنبري، وأن أول من كتب كتبه أسد بن عمرو.

### إيثار الحنفية بالقضاء في العصر العباسي
لما تولى هارون الرشيد الخلافة، ولى القضاء أبا يوسف صاحب أبي حنيفة، وذلك بعد سنة 170هـ، وأصبحت تولية القضاء بيده، فلم يكن يولي ببلاد العراق وخراسان والشام ومصر (إلى أقصى عمل إفريقية) إلا من أشار به، وكان لا يولي إلا أصحابه والمنتسبين إلى مذهبه، فاضطرت العامة إلى أحكامهم وفتاواهم، وفشا المذهب في هذه البلاد فشواً عظيماً، حتى قال ابن حزم: «مذهبان انتشرا في بدء أمرهما بالرئاسة والسلطان: الحنفي بالمشرق، والمالكي بالأندلس». ولم يزل هذا المذهب غالباً على هذه البلاد لإيثار الخلفاء العباسيين بالقضاء، حتى تبدلت الأحوال وزاحمته المذاهب الثلاثة الأخرى. وبلغ من تمسكهم به في القضاء أن القادر بالله استخلف مرة قاضياً شافعياً هو أبو العباس أحمد بن محمد البارزي الشافعي عن أبي محمد بن الأكفاني الحنفي قاضي بغداد، فشاع أن الخليفة نقل القضاء عن الحنفية إلى الشافعية، فاشتهر ذلك وصار أهل بغداد حزبين ثارت بينهما الفتن، فاضطر الخليفة إلى صرف البارزي، وإعادة الحنفية إلى القضاء، وذلك في سنة 393هـ.

### انتشاره في المغرب وصقلية
كان الغالب على إفريقية السنن والآثار، إلى أن قدم عبد الله بن فروح أبو محمد الفاسي بمذهب أبي حنيفة، ثم غلب عليها لما ولي قضاءها أسد بن الفرات بن سنان، ثم بقي غالباً عليها حتى حمل المعز بن باديس أهلها على المذهب المالكي، وهو الغالب إلى اليوم على أهلها إلا قليلاً منهم يقلدون المذهب الحنفي. ورُوي أن المذهب الحنفي ظهر ظهوراً كثيراً بإفريقية إلى قريب من سنة 400هـ، فانقطع ودخل منه شيء إلى ما وراءها من المغرب قريباً من الأندلس ومدينة فاس. كما رُوي أن أهل صقلية حنفيون.

### انتشاره في مصر
كان أهل مصر لا يعرفون المذهب الحنفي حتى وَلَّى الخليفة المهدي قضاءها لإسماعيل بن اليسع الكوفي سنة 146هـ، وهو أول قاضٍ حنفي بمصر، وأول من أدخل إليها المذهب الحنفي، وكان من خير القضاة، إلا أنه كان يذهب إلى إبطال الأحباس، فثقل أمره على أهل مصر وقالوا: «أحدث لنا أحكاماً لا نعرفها ببلدنا»، فعزله المهدي.
ثم فشا المذهب الحنفي فيها بعد ذلك مدة تمكِّن العباسيين، إلا أن القضاء بها لم يكن مقصوراً على الحنفية، بل كان يتولاه الحنفيون تارة، والمالكيون أو الشافعيون تارة أخرى، إلى أن استولى عليها الفاطميون، وأظهروا مذهب الشيعة الإسماعيلية، وولوا القضاة منهم، فقوي هذا المذهب بالدولة، وعمل بأحكامه، إلا أنه لم يَقض على المذاهب السنية في العبادات، لأنهم كانوا يبيحون للرعية التعبد بما يشاؤون من المذاهب.
ثم لما قامت الدولة الأيوبية بمصر، وكان من سلاطينها شافعية، قضوا على التشيع فيها، وأنشأوا المدارس للفقهاء الشافعية والمالكية. وكان نور الدين الشهيد حنفياً، فنشر مذهبه ببلاد الشام، ومنها كثرت الحنفية بمصر، وقدم إليها أيضاً عدة فقهاء منهم من بلاد المشرق، فبنى لهم صلاح الدين الأيوبي المدرسة اليوسفية بالقاهرة، وما زال مذهبهم ينتشر ويقوى، وفقهاؤهم يكثرون بمصر، إلا في آخر هذه الدولة. وأول من رتب دروساً أربعة للمذاهب الأربعة في مدرسة واحدة هو الصالح نجم الدين أيوب في مدرسته الصالحية بالقاهرة سنة 641هـ. ثم فشا هذا النوع من المدارس في الدولتين التركية والجركسية، وحدث في الأولى جعْلُ القضاة أربعة، فعاد الحنفية إلى القضاء بعد انقطاعهم عنه مدة الفاطميين، والاقتصار مدة الأيوبيين على نواب منهم ومن المالكية والحنابلة عن القاضي الشافعي.
ثم لما فتح العثمانيون مصر حصروا القضاء في الحنفية، وأصبح المذهب الحنفي مذهب أمراء الدولة وخاصتها، ورغب كثير من أهل العلم فيه لتولي القضاء، إلا أنه لم ينتشر بين أهل الريف (الوجه البحري) والصعيد انتشاره في المدن ولم يزل كذلك إلى اليوم.

### انتشاره في البلاد الإسلامية الأخرى
أما بدء دخول المذهب الحنفي في سائر البلاد الإسلامية فكان في القرن الرابع الهجري، وقد كان المذهب الحنفي هو الغالب على أهل صنعاء وصعدة باليمن، والغالب على فقهاء العراق وقضائه، وكان منتشراً بالشام، تكاد لا تخلو فيه قصبة أو بلد من حنفي، وربما كان القضاء منهم، إلا أن أكثر العمل فيها كان على المذهب الفاطمي في زمنه، أي كما كان بمصر. وكان المذهب الحنفي في إقليم الشرق أي خراسان وسجستان وما وراء النهر وغيرها، إلا في بلاد منها كان أهلها شافعية، وكان أهل جرجان وبعض طبرستان من إقليم الديلم حنفية. وكان غالباً على أهل دبيل من إقليم الرحاب الذي منه الران وأرمينية وأذربيجان وتبريز، وموجوداً في بعض مدنه بلا غلبة. وكان غالباً على أهل القرى من إقليم الجبال، وكثيراً في إقليم خوزستان المسمى قديماً الأهواز، وكان لهم به فقهاء وأئمة كبار. وكان بإقليم فارس كثير من الحنفية، إلا أن الغلبة كانت في أكثر السنين للظاهرية، وكان القضاء فيهم. وكانت قصبات السِّند لا تخلو من فقهاء حنفية، كما أن أهل سجستان كانوا حنفية، وكان ملوك بنجالة بالهند جميعاً حنفية.

### انتشاره في البلاد الإسلامية في العصر الحالي

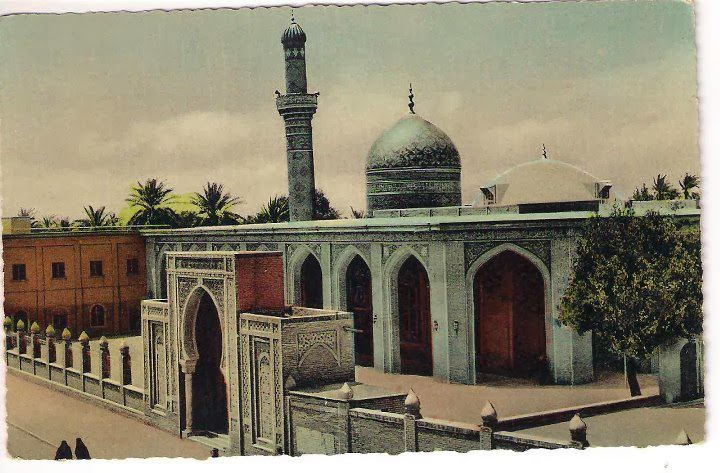
جامع الإمام الأعظم في بغداد

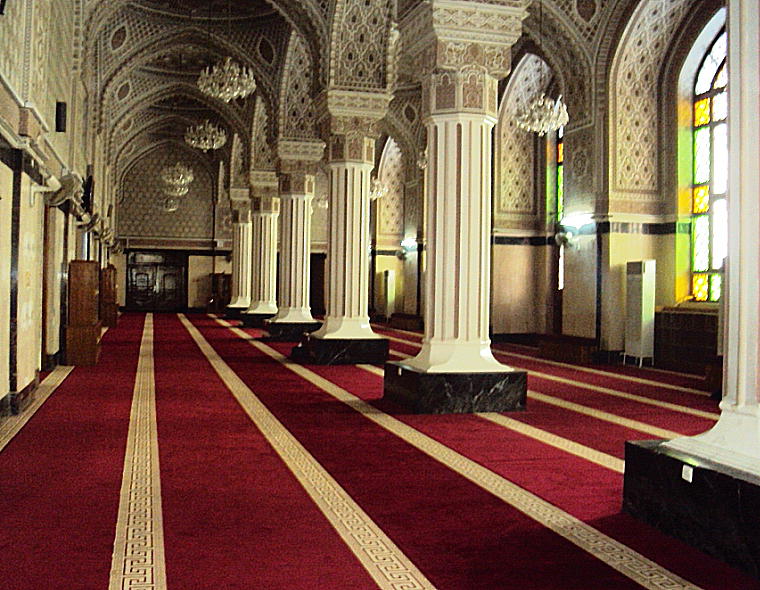
مصلى جامع أبي حنيفة 2014

يغلب على بلاد المغرب العربي في المغرب والجزائر وتونس وطرابلس المذهب المالكي، ولا تكاد تجد فيها من مقلدي غيره إلا الحنفية بقلة، وهم من بقايا الأسر التركية وأكثرهم في تونس، ومع قلة المقلدين للمذهب الحنفي فإن من السنن المتبعة عندهم أن يكون نصف مدرسي جامع الزيتونة حنفية، والنصف مالكية، وإنما امتاز الحنفي بذلك لكونه مذهب الأسرة المالكة سابقاً.
ويغلب في مصر الشافعي والمالكي: الأول في الريف، والثاني في الصعيد، ويكثر الحنفي وهو مذهب الدولة سابقاً والمتبع في الفتوى والقضاء، والحنبلي قليل بل نادر. ويغلب المذهب الحنفي في بلاد الشام، فيكاد يشمل نصف أهل السنة بها، بينما ربعهم شافعية، والربع الآخر حنابلة. ويغلب المذهب الشافعي على فلسطين، ويليه الحنبلي، فالحنفي، فالمالكي. ويغلب في السودان المذهب المالكي.
والغالب على الحجاز وتهامة: المذهبان الشافعي والحنبلي، وفيهما حنفية ومالكية في المدن، ويغلب في نجد المذهب الحنبلي، ويغلب في عسير المذهب الشافعي، وأهل السنة في اليمن وعدن وحضرموت شافعية أيضاً، وقد يوجد بنواحي عدن حنفية.
وأهل السنة من أهل فارس أغلبهم شافعية وقليل منهم حنفية. والغالب على بلاد الأفغان المذهب الحنفي، ويقل الشافعي والحنبلي. وكان الغالب على تركستان الشرقية (المسماة أيضاً بالصينية) المذهب الشافعي، ثم تغلب المذهب الحنفي بمسعى العلماء الواردين إليها من بخارى. والغالب على بلاد القوقاز وما والاها المذهب الحنفي، وفيهم الشافعية. والغالب في الصين والهند المذهب الحنفي، ومسلمو سريلانكا (سرنديب أو سِيلان) وجزائر الفلبين والجاوة وما جاورها من الجزائر: شافعية، وكذلك مسلمو سيام، وبها قلة من الحنفية، وهم النازحون إليها من الهنود. ومسلمو الهند الصينية شافعية، وكذلك مسلمو أستراليا. والغالب على مسلمي البرازيل المذهب الحنفي، وفي البلاد الأمريكية الأخرى تختلف مذاهب المسلمين.

## وصلات خارجية
- أبو حنيفة النعمان: إمام المذهب الحنفي - المحاكم الشرعية السنية في لبنان.
- أبو حنيفة النعمان.. إمام أهل الرأي - الأهرام اليومي.
- الإمام أبو حنيفة - موقع قصة الإسلام.
- أبو حنيفة النعمان، الموقع الرسمي للمكتبة الشاملة.
- الإمام الأعظم أبي حنيفة - إسلام ويب.
- الإمام أبو حنيفة النعمان - موسوعة النابلسي للعلوم الإسلامية.